# كيبك (مدينة)
كبك ويقال كباك (بالفرنسية: ؛ /keˈbɛk/) عاصمة إقليم كبك إحدى المقاطعات الشرقية في كندا وتعد ثاني أكبر مدن المقاطعة بعد مونتريال. تضم المدينة برلمان المقاطعة ووزاراتها ومعظم المؤسسات التابعة لها. أسوار المدينة القديمة مصنفة منذ 1985 ضمن لائحة مواقع التراث العالمي من طرف اليونيسكو.
وتعد اللغة الفرنسية هي اللغة الأم في الاستخدام مع تعدد اللغات لتعدد الجنسيات.

## تقديم

مدينة كبك من ليفيس

كبك سيتي هي أهم تجمع حضري بشرق كندا ويأتي موقعها بالمنطقة المأهولة بولاية الكبك على ضفاف نهر سان لوران وكانت سنة تأسيسها 1608. لقد كانت عاصمة فرنسا الجديدة وكندا السفلى (إحدى مقاطعات الإمبراطورية البريطانية) ولمدة قصيرة عاصمة كندا. لذا لُقّبت العاصمة القديمة.
منذ 2001 تعتبر المدينة من الأكثر استقرارا في البلد من بعد إدمونتون وكالغاري ومعدل البطالة بها هو ثالث أقل نسبة في كندا. القطاعات التي في نمو هي تقانة حيوية والسياحة والمعامل وعلوم الحياة والصحة والتغدية وقطاعات التأمينات والتكنولوجيا التطبيقية. لدى كبك الميناء الثالث الأكبر بكندا.
كبك مشهورة بتاريخها ومتاحفها ومعاهدها الثقافية وتلقب مدينة المسرح وهي المدينة الوحيدة المحصنة في أمريكا الشمالية فلا تزال صامدة.
في إحصاء سنة 2007 كان مجموع سكان المدينة هو 500,691 نسمة موزعين على ثمان بلديات هي المدينة والبحيرات وسانت فوي سيليري وبوبور وليموالو لوروسيان وشارل سبورغ وسينت شارل العالية. في 2008 احتفلت كبك بعيدها ال400 لتكون مهد الحضارة الفرنسية بالقارة الأمريكية.

## تاريخ المدينة

### أصل التسمية
كبك كلمة من اللهجة المحلية للسكان الأصليين وتعني المكان الذي يقل فيه حجم النهر. وهناك عدة فرضيات تفيد أن أصل التسمية منسوب إلى السكان الأصليين الكيبيك. تضاربت أشكال كتابة الاسم بالفرنسية بالأشكال التالية:
- (بالفرنسية: Québec)
- (بالفرنسية: Kébec)
- (بالفرنسية: Quebec)

### ما قبل التاريخ
يرجع وجود موقع مدينة كيبيك إلى أكثر من 14000 عاماً، وكان تحت الجليد. بعد 2000 سنة، غمرت المياه المنطقة إثر ذوبان الأنهار الجليدية، التي شكٌلت فيما بعد بحر شامبلين، الذي أصبح مع مرور الزمن نهرا. فقط تلة كبك كانت مرئية في ذلك الوقت. بعد 6000 سنة من ذلك ظهر موقع كبك.

### ما قبل التأسيس
الدي اكتشف موقع كبك هو الفرنسي جاك كارتييه في 7 سبتمبر 1535. هو ورجاله اكتشفوا قرية تسمى ستاداكوني، وكان في استقباله دوناكونا، قائد هذه القرية (الذي التقاه كارتييه في أول رحلة في 1534). على الرغم من الترحيب الحار وتحذير داكونا قرر كارتييه بعد يومين على مواصلة الطريق إلى النهر، حيث مات مرافقيه بسبب الإسقربوط فقرر العودة إلى ستاداكوني.
لدى عودته وجد أن الرجال يقومون ببناء قلعة سانت كروا، وموقعها الحالي يقع بالقرب من جسور كيبيك وبيار لابورت.
العلاقات أصبحت متوترة بعض الشيء مع سكان كندا الأصليين. كما أنهم واجهوا قساوة شتاء كيبيك. وكما توفي 110 من أصل 145 رجل كانوا تحت إمرة كارتييه بسبب الأسقربوط ولكن في النهاية اكتشف علاجا لانقاذهم: مستخرج من الانيدا (الأرز الأبيض)، ولكن مع دلك مات 25 رجلا على أي حال.
مع دخول الربيع، ارتأى كارتييه العودة إلى فرنسا مع تعزيز موقعه في وادي سانت لورانس.
في ذلك الوقت واجه أكونا (هندي أمريكي) الذي كان متطلعا للسلطة دوناكونا. فاصطحب كارتييه معه أولاده ودوناكونا لحمايتهم إلى فرنسا مع وعده بالعودة في غضون سنة. غادر سفينته هيرمين الصغيرة نتيجة قلة الرجال ليصل إلى سانت مالو ومعه عشرة إيروكوا وأربعة أطفال في 16 تموز 1536.
في 23 آب 1541 عاد كارتييه إلى كندا ليستقر. فقام بتشييد مبنى جديد عند مصب النهر سيسميه شارل سبورغ الملكي لأن المبنى القديم في سانت لاكروا لم يعد آمنا. أصبح قائد القبيلة هو أشلاسي فكلفه كارتييه بتعليم أبنائه اللغة المحلية.
فيما بعد قام كارتييه ورجاله باكتشاف أحجار بيضاء صغيرة اعتقدوا أنها الماسات لكنها في الحقيقة لم تكن سوى حجر المرو.
خلال شتاء 1541-1542، ضربت موجة جديدة من الأسقربوط فريقه وقام هنود الإيروكوا بقتل العديد من أعضاء فريق كارتييه، وأسفر ذلك عن مقتل 35 شخصا، فقرر كارتييه العودة إلى فرنسا من جديد.

### من قرية ستانداكوني إلى جيمس وولف

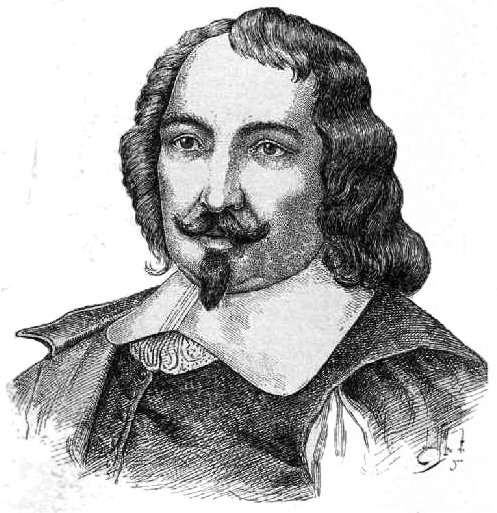
رسم لوجه صمويل دو شامبلان

مدينة كيبيك تأسست رسميا من قبل صمويل دو شامبلان بتاريخ 3 تموز 1608 م وتحت إمرة بيير دوكا دي مونس، على الموقع الذي يقع بالقرب من قرية ستانداكوني. الموقع، الذي يعرف الآن بالمكان الملكي أصبح مهد الفرانكوفونية في أمريكا الشمالية. في مطلع القرن السابع عشر، الموقع الحالي لمدينة كيبيك لم يعد يزار إلا من قبل عدد قليل من البدو الغونكوين. وبما أن هذا المكان هو حيث يضيق النهر، بدا أنه المكان الأنسب لإقامة مستعمرة دائمة.
بعد محاولة فاشلة للإميرال وليام فيبس للاستيلاء على كبك في 1690، أمر الحاكم لويس دي فرونتيناك بإقامة الجدران إلى الغرب من المدينة. نحو خمسين عامًا في وقت لاحق، تحت تهديد حرب أخرى مع الإنجليز، شيدت جدران أخرى قليلا إلى الغرب.
في نهاية الحكم الفرنسي، كانت المدينة محاطة بغابات وحقول شاسعة ويقطنها حوالي 8000 شخص وامتازت بطابعها المعماري الفريد وأسوارها العالية لكن رغم حضريتها ومكانتها كعاصمة ظلت كبك مدينة صغيرة مرتبطة بفرنسا كثيرا. كان السكان يأتون لشراء البضائع الفرنسية وبيع خشب التدفئة والمواد الفلاحية.
في 1759، بعد حصار كبك ومعركة براري إبراهام احتلتها القوات البريطانية وباتت حدثا مهما في حرب السنوات السبع لكنها أصبحت خرابا.

### الحكم البريطاني
في أبريل 1760، الماريشال الفرنسي دي ليفيس يفوز بمعركة سانت فوي. ومع ذلك، فإن وصول تعزيزات بريطانية اضطرت الجيش الفرنسي على التراجع نحو فيل ماري، والتي بدوره سلمت نفسها في سبتمبر 1760. بعد ثلاث سنوات، معظم الممتلكات الفرنسية في أمريكا الشمالية تصبح بحوزة بريطانيا. العاصمة السابقة لفرنسا الجديدة أصبحت واحدة من مدن مقاطعة كيبيك.
في 1775، في أعقاب المؤتمر القاري الثاني، قبل الثورة الأمريكية، الحامية البريطانية لمدينة كيبيك تتعرض للهجوم من قبل القوات الأمريكية دون جدوى بقيادة بينيديكت أرنولد في معركة كيبيك (1775). الجنرال الأمريكي ريتشارد مونتغمري سيلقى حتفه. أما بالنسبة للجنرال ماجور إسحق بروك، حصن المدينة عن طريق تعزيز ورفع جدرانها وتحسين المدفعية قبل حرب 1812.
في 1872، بعد خمس سنوات من الكونفدرالية الكندية، قرر الحاكم العام لكندا، اللورد دوفرين، إنشاء المقر الرسمي للقلعة في كبك، وهو قرار سهل بإزالة جزء من الضباط الذين كانوا بريطانيين.
لدى وصوله إلى كيبيك، أراد اللورد دوفرين أن تكون مدينة كيبيك مدينة سياحية فأمر بإعادة بناء الجدران، حيث كان سكان كبك قد أخذوا من الأسوار أجزاء لبناء المباني، وأمر بإقامة الشرفة التي لا تزال تحمل اسمه.
طوال القرنين التاسع عشر والعشرون، ظلت مدينة كبك الوجهة الرئيسية لعدد متزايد من المهاجرين إلى كندا، الذين غادروا سنويًا الجزر البريطانية قادمين إلى أمريكا الشمالية، وذلك بسبب موقعها على نهر سانت لورانت، الدي كان الممر المائي الرئيسي في أمريكا الشمالية. وهكذا، وإلى سنة 1830 ، استضافت مدينة كبك متوسطا سنويًا ب 30000 من المهاجرين الجدد، وكان ثلثاهم من أيرلندا.
كبك كانت عاصمة كندا من 1859 إلى 1865، وآخر عاصمة قبل أن يتم نقلها إلى أوتاوا. عقد في كبك مؤتمر 1864 حول الكونفدرالية الكندية.

### القرنين 19 و 20

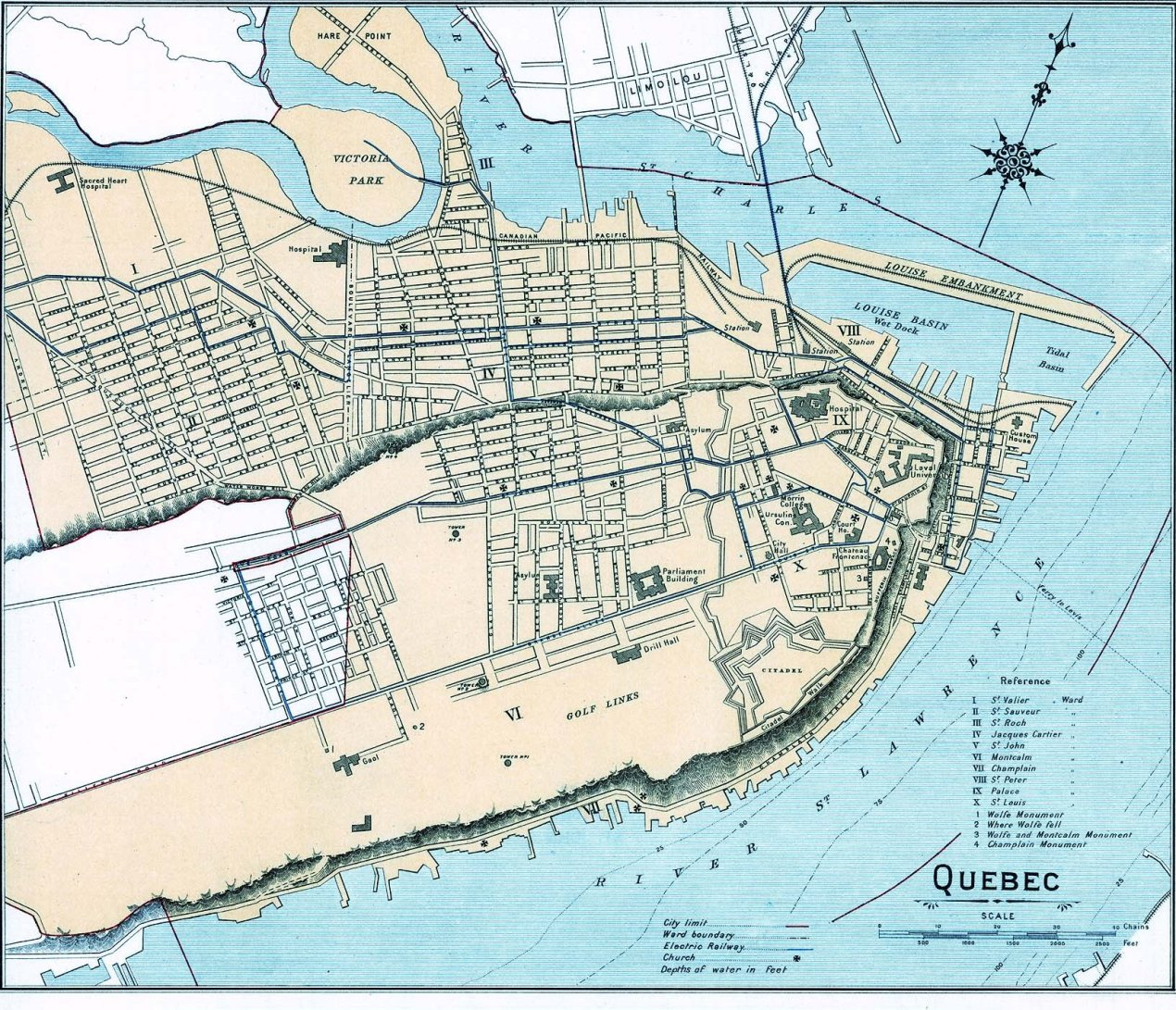
خارطة كبك سنة1906

في 1917 تم بناء جسر كبك الدي يربط كبك الواقعة في الضفة الشمالية لنهر سانت لورون بليفيس الواقعة في الضفة الجنوبية. و هو ليومنا هذا أطول جسر في العالم. في وقف بنائه وقع انهياران في جزؤه الأوسط أدّيا إلى مقتل أكثر من 80 عامل.
في 1920 الفوج 22 من الجيش الملكي الكندي والناطق بالفرنسية بالكامل انتقل للإقامة في المقر الثاني للحاكم بكبك. ولأول مرة مند 1759 تقوم قوات فرانكوفونية بحراسة كبك.
في الحرب العالمية الثانية انعقد اجتماعان للحلفاء في كبك. الاجتماع الأول في 1943 وضم فرانكلين روزفلت، رئيس الولايات المتحدة وونستون تشرشل رئيس الوزراء بريطانيا وويليام ليون ماكنزي كينغ رئيس وزراء كندا وسونغ وزير خارجية الصين. والثاني عقد في 1944 وحضره تشرشل وروزفلت. وعقد الاجتماعان في مقر الحاكم بكبك وقصر فرونتناس.
كبك القديمة متصنف ضمن الثراث العالمي من قبل منظمة الأمم المتحدة للتعليم والعلم والثقافة
UNESCO في 1985.
كبك تظل المدينة الوحيدة في أمريكا الشمالية التي لها أسوارها وبها عدة مناطق محصنة (الأسوار) وتطوق كبك القديمة. أما المدينة العليا في أعلى التلة هي مركز اجتماعي وإداري بكنائسها وأديرتها وعدة نصب تدكارية كمقر الحاكم العام لكندا وقصر فرونتناس. والمدينة السفلى بأحيائها القديمة تشكل تجمعا حضريا رائعا ومن أحسن الأمثلة عن المدينة الاستعمارية المحصنة.
في 1997، قررت الحكومة في كيبيك إنشاء وكالة للدولة، لجنة العاصمة الوطنية كبك، والتي تهدف إلى تجميل المدينة، وتقديم المشورة وتطوير هذه الأخيرة.
في أبريل 2001 كبك استضافت قمة الأمريكيتين بكبك لمناقشة اتفاق التجارة الحرة للأمريكتين (المنطقة الحرة منطقة التجارة للأمريكتين). المؤتمر اتسم باشتباكات بين قوات الشرطة والجماعات المضادة، فقرر إغلاق جزء من المدينة.

### من عاصمة البلاد إلى عاصمة مقاطعة كبك
كبك مند تأسيسها كانت عاصمة عدة مناطق:
- من 1608 إلى 1627 ومن 1632 إلى 1763 كانت عاصمة كندا وفرنسا الجديدة
- من 1763 إلى 1791 كانت عاصمة الولاية البريطانية بكندا
- من 1791 إلى 1841 كانت عاصمة كندا السفلى
- من 1849 إلى 1967 كانت عاصمة كندا
- من 1867 إلى الآن هي عاصمة كبك

إلى يومنا هذا كبك هي عاصمة ولاية كبك والتجمع الأضخم بكبك ولها عدة تصنيفات أخرى.

## الجغرافيا

### دوائر كبك

كبك مقسمة إلى ست مقاطعات وهي:
- البحيرات
- سانت فوي سيلفري-الرأس الأحمر
- شارل سبورغ
- بوبور
- ليموالو-كبك المحافظة
- سانت شارل العالية

### الهندسة المعمارية

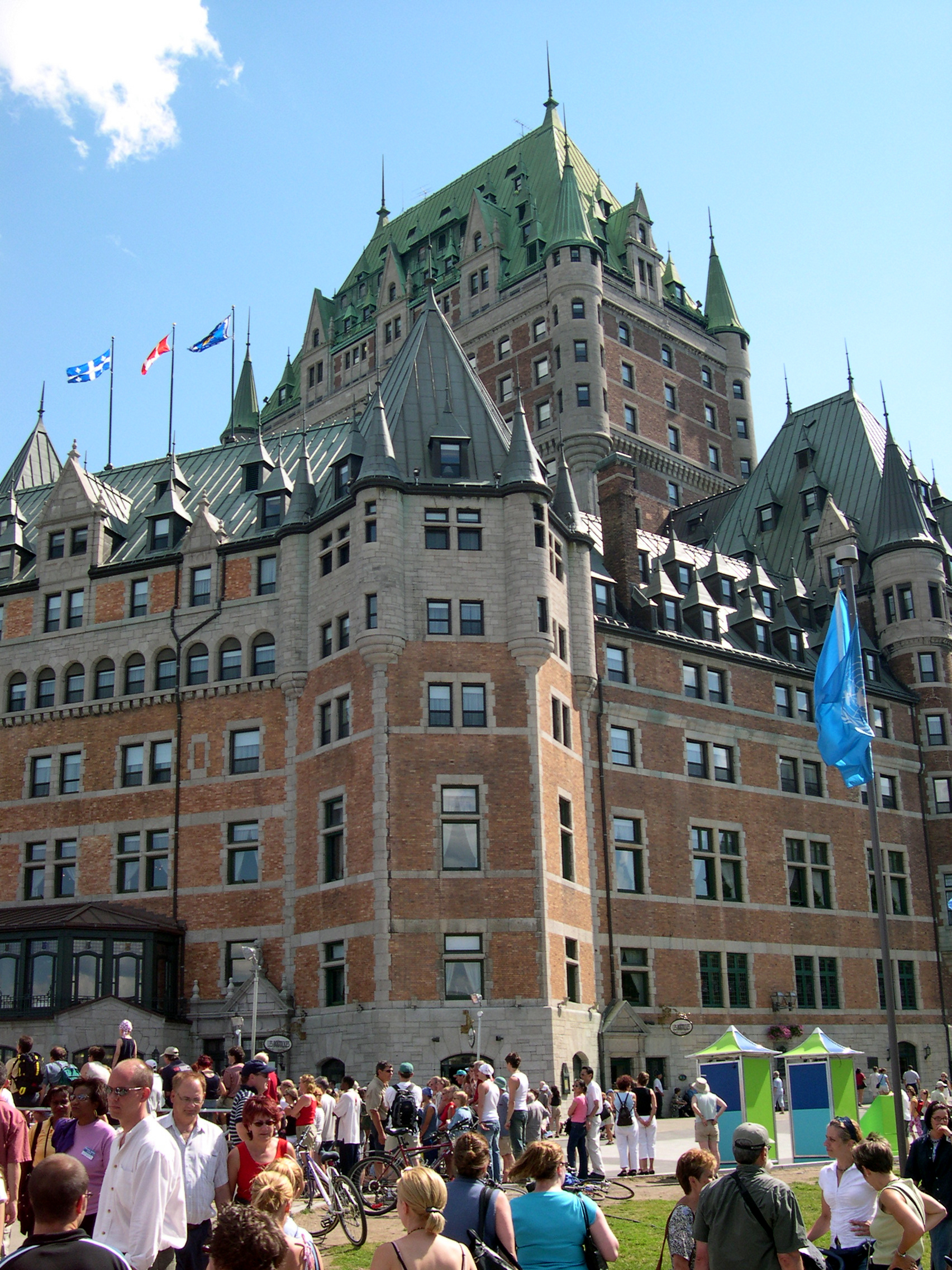
قصر فرونتناك في هاليفاكس

جزء كبير من أفضل المواقع المعمارية يقع شرق أسوار المدينة في كيبيك القديمة والساحة الملكية. تتميز تلك المواقع بطابعها الأوروبي القديم حيث المباني الحجرية تمتد على طول الشوارع لتصل إلى المطاعم الفخمة والمتاجر.
أهم البوابات هي بوابة سانت لويس وسانت جون تصل منهما إلى وسط المدينة الحديثة. إلى الغرب من الجدار يوجد مبنى البرلمان ومقاطعة سهول إبراهيم.
المدينة العليا ترتبط بالمدينة السفلى عبر «سلالم كسر الرقبة» وكبك القديمة، و تشمل هذه المواقع على كنيسة نوتردام دام دي فيكتوار والمنطقة التاريخية بيتي شمبلنو منطقة الميناء، متحف الحضارة. المدينة السفلى تمتلأ بالشوارع الأصلية والهندسة المعمارية والتصاميم، والتي يعود تاريخها إلى بدايات المدينة. الجدران والتماثيل تبرز أيضا. للمدينة السفلى أيضا تشكيلة واسعة من المحلات، وتتضمن العديد من السلع اليدوية الحرفية.

كنيسة نوتردام دام دي فيكتوار بالمدينة السفلى)

أفق مدينة كبك يهيمن عليه فندق قصر فرونتناك الضخم والمعلق فوق جبل الألماس ويقع الفندق بجانب شرفة دوفورين، وجسر للمشاة على طول الحافة، يقدم إطلالات جميلة لنهر سانت لورانس.
تؤدي شرفة دوفورين نحو سهول إبراهيم (كبك) القريبة، وموقع المعركة التي أخدت فيها بريطانيا كبك من فرنسا، وقلعة كبك، منشأة تابعة للقوات المسلحة الكندية والمقر الثاني للحاكم العام لكندا. مبنى البرلمان (كبك)، ومكان الاجتماع في برلمان كبك، هما كذلك بالقرب من الموقع.
قرب قصر فرونتوناس توجد كاتدرائية نوتردام دي كبك، وهي الكنيسة الأم لأبرشية الروم الكاثوليك بكبك. وهي أول كنيسة في العالم الجديد التي تصبح كاتدرائية.

### طبقتي كبك
كبك لها طبوغرافية فريدة مكونة من جهة من تلة كبك حيث يوجد سانت فوي سيلفري وكبك المحافظة وأيضا رابية بوبور
التلة والرابية عرفوا تحولات متلاحقة ومتنوعة مند الاستعمار إلى الحين.
على هضبة التل، تتابع الأحياء من كبك القديم إلى الغرب تبين الفترات المتباينة للمجال الحضري والتمدن وتكون الدينة العالية. أما المدينة المنخفضة فقد تطورت في الأسفل قرب بحيرة سانت شارل ونهر سانت لورون.
و التباين بين طبقتي المدينة لم يكن طبوغرافيا فحسب بل اجتماعيا أيضا فالعائلات الغنية سكنت التل بينما العائلات الفقيرة سكنت المدينة المنخفضة.

### المجاري المائية

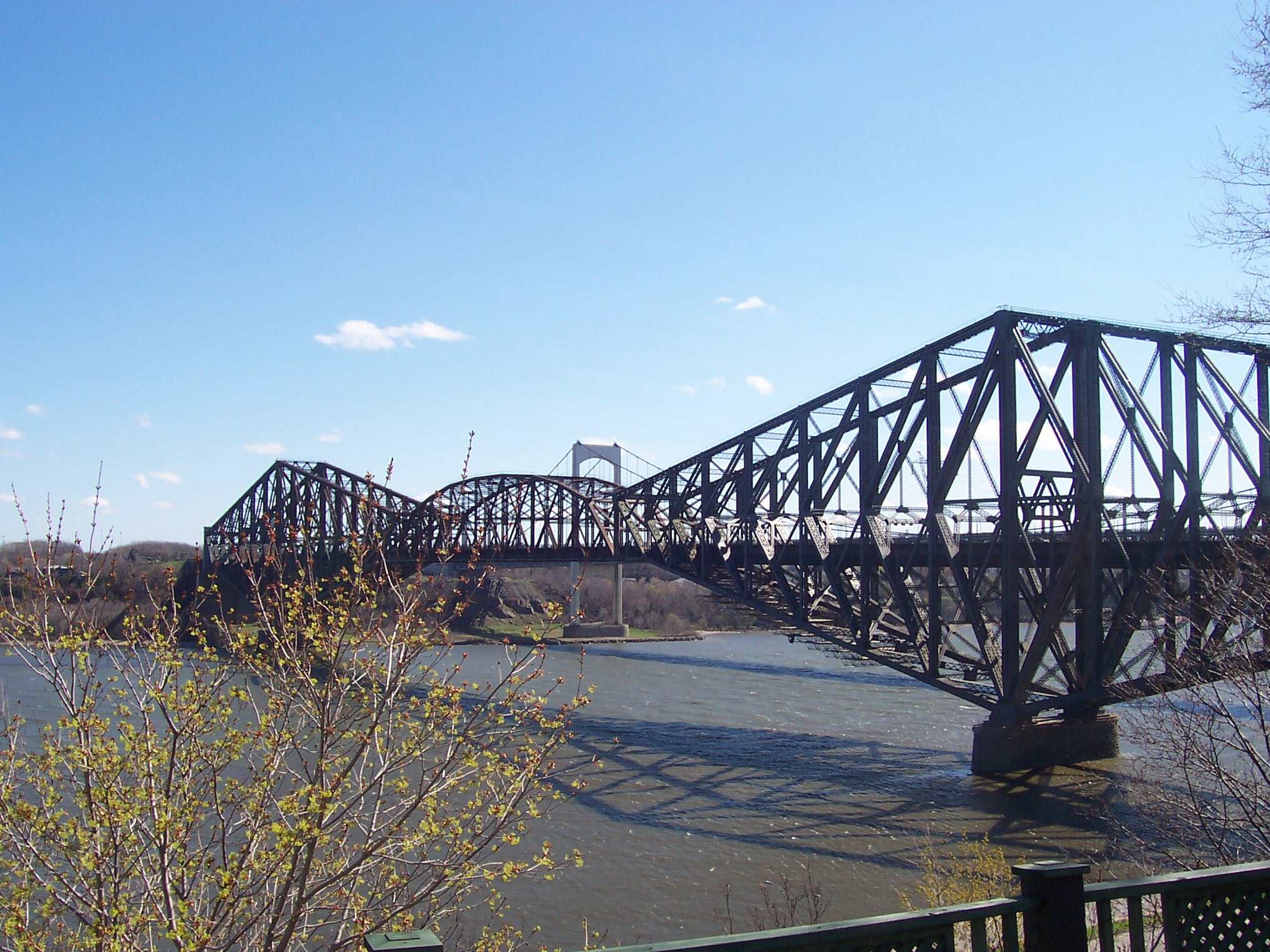
جسر كيبيك فوق نهر سانت لورانت

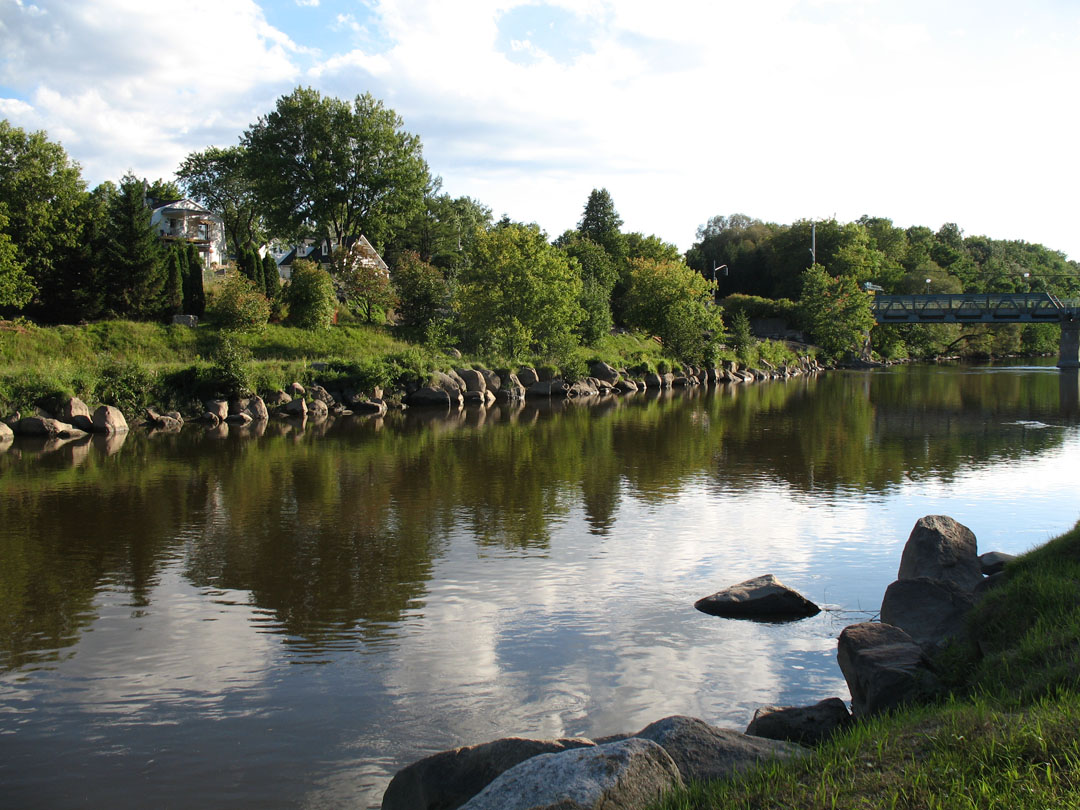
بحيرة سانت شارل بكبك

عدة مجاري مائية توجد بمنطقة كبك كان شريان الحياة بالمدينة هو نهر سان لوران لأنه أساسي اقتصاديا لأنه يسمح بتشييد ميناء هام للتجارة والسياحة.
تطوير النهر للحصول على ممر ومكان ترفيهي للمواطنين هو موضوع رئيسي للاستثمار، وينبغي أن يستكمل للذكرى 400 للمدينة في عام 2008.
الأصل التاريخي للمدينة يتواجد بمكان تقاطع النهر والبحيرة. عدة تشعبات للنهر تزوّد المدينة وهنالك أيضا الشلالات الأهم بكبك (المقاطعة) وهي مونت مورينسي وتتواجد بيرات بوبور وكاب روج قرب المدينة.

### الحدائق
كبك بها عدة حدائق ومتنزهات ويزيد عددها عن المئة نذكر منها
- سهول إبراهيم
- متنزه غابة كولون
- متنزه الشلالات
- نزهة صامويل دي شامبلان على ضفاف النهر

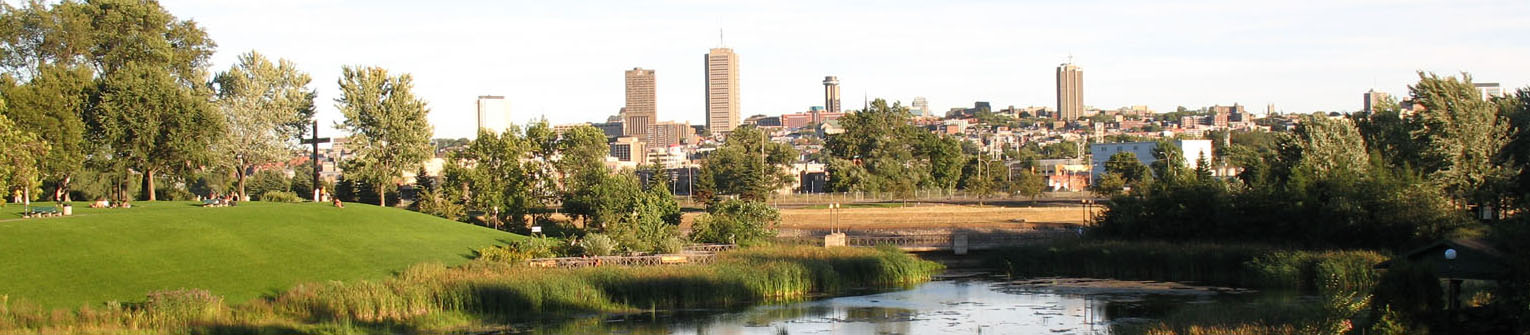
صورة لمركز مدينة كبك من حديقة كارتييه بريبوف والبحيرة

## الديموغرافيا والسكان
كان عدد سكان كبك في 2007 حوالي 500000 شخص
| 1931    | 1941    | 1951    | 1961    | 1971    | 1981    | 1991    | 2001    | 2007    |
| ------- | ------- | ------- | ------- | ------- | ------- | ------- | ------- | ------- |
| 168٬249 | 199٬588 | 245٬742 | 321٬917 | 408٬440 | 434٬980 | 461٬894 | 476٬330 | 500٬691 |

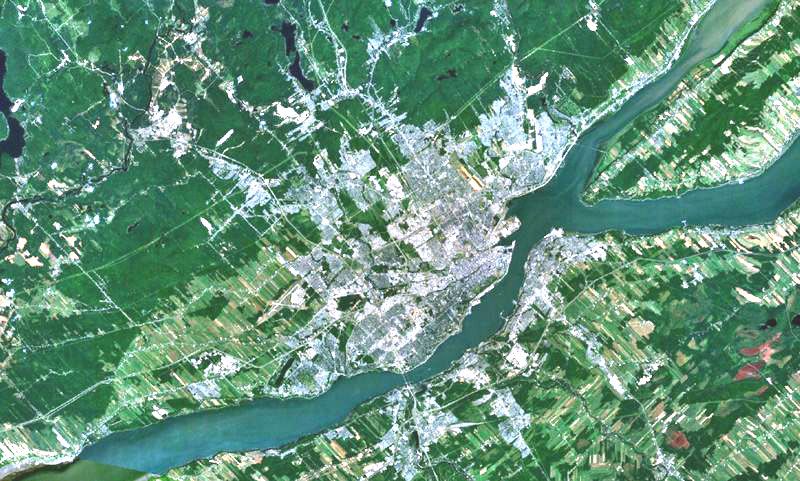
صورة عبر قمر صناعي : كبك في الضفة الشمالية من نهر سانت لورون، ليفس في الضفة الجنوبية وجزء من جزيرة أورليون

المعلومات الديمغرافية التالية تتعلق بكبك (التجمع الحضري) من معهد الإحصاءات بكبك.
- الساكنة الاجمالية (2007) : 537088 [23]
  - 0-14 سنة: 71833
  - 15-24 سنة: 68206
  - 25-44 سنة: 151224
  - 45-64 سنة: 160611
  - 65 سنة وأكثر: 85214
- التوقعات السكانية variation 2026/2001) : 3.9|%}}
- عدد العاملين من 25-64 سنة (2003) : 221130
- عائددات العمال من 25-64 سنة (2003) : $ 39514
- نسبة المتابعة في العمل (2007) : 4.8 %

المعلومات التالية مأخوذة من آخر إحصاء سنة 2006 الإحصاء القادم سيكون في 2011. ساكنة كبك تغيرت مند مدة.
في آخر إحصاء(2006), 95 % من السكان يعتبرون أنفسهم غير مهاجرين والأقليات 22775 على 516015 مشارك، الدين لديهم اللغة الفرنسية كلغة أم 96 % أي 498645 على 516010 مشارك. زيادة على تطور عدد المهاجرين هو الثاني الأكبر بمقاطعة كبك. كبك تعتبر كمدينة هادئة وآمنة تقع بها ست جرائم قتل بالسنة وهو معدل منخفض بالنسبة للمدن الأخرى. لكن في التسعينيات عرفت المدينة مصادمات عدة نتيجة مواجهات عصابات البايكرز وفي 2007 لم تسجل أي جريمة قتل.

## المناخ

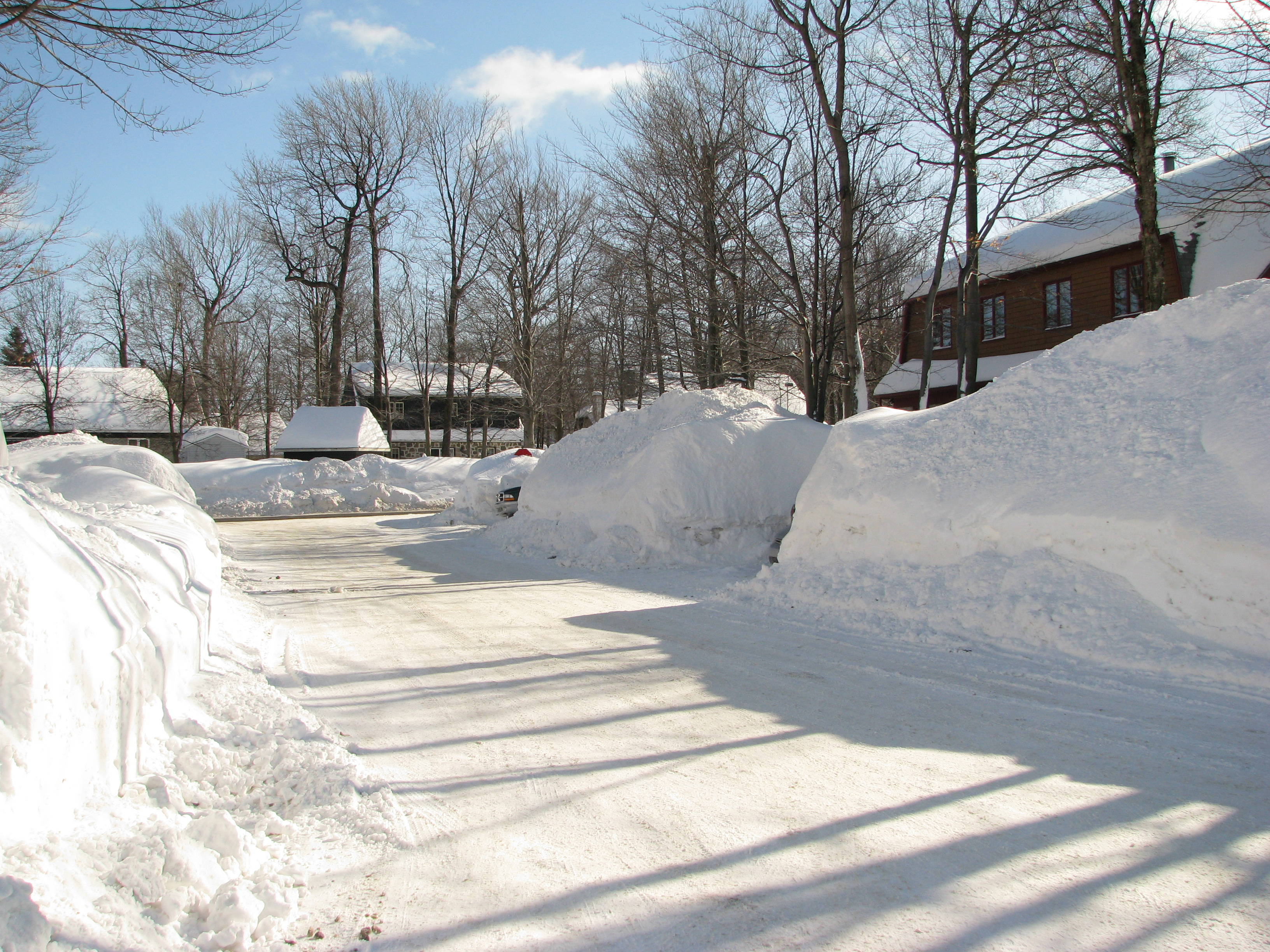
الشتاء الكبكي

مدينة كيبيك تقع في منطقة مناخية قارية رطبة من المقاطعة لذا فمناخها هو مناخ معتدل.
هذا المناخ يتسم بأربعة مواسم. صيف ساخن وحار، والحد الأقصى لدرجة الحرارة هو 35 درجة مئوية وشتاء قارس، مع حد أدنى ب30- درجة مئوية وهطول أمطار غزيرة. وغالباً ما يصف خبراء الأرصاد الجوية درجات الحرارة في مدينة كيبيك، مع الأخذ في الاعتبار المؤشرات الريح البارد ومؤشر الرطوبة. بين الفصلين السابقين، خريف، يتسم بهطول الأمطار الغزيرة والألوان الرائعة في الطبيعة، وسقوط أوراق الأشجار، وساعات الشمس تحول تدريجيا من 16 إلى 8 ساعات يوميا، ودرجة الحرارة تقل. أما في الربيع، فيحدث عكس ما في الخريف، بالحصول على أيام أطول وأكثر ملائمة والحياة تعود من جديد.
تغير المناخ يؤثر على الطقس في مدينة كيبيك. حوادث درجات الحرارة القاسية وسقوط الأمطار الشديدة تصبح أكثر تواترا. أما أيام الصيف تصبح أكثر دفئا ورطوبة، مما يتسبب في بعض الأحيان بهبوب عواصف رعدية عنيفة. أول ثلوج الشتاء تصل عادة في تشرين الأول / أكتوبر أو تشرين الثاني / نوفمبر، ولكن خلال شتاء 6002-2007، كيبيك شهدت فترات من الحرارة فوق المتوسط، ولم تهطل الثلوج حتى منتصف كانون الثاني / يناير. لكن شتاء 2007-2008 شهد زيادة في عدد العواصف وأمطار وثلوج غير اعتيادية، مع أكثر من 550 سم.
هذا الشتاء، الثلوج بدأت في تشرين الأول / أكتوبر، وبكميات كافية لتستمر خلال فصل الشتاء. الثلوج بقت على الأرض حتى الأيام الأولى من شهر أيار / مايو الحارة، وأحيانا تسببت بارتفاع مناسيب مياه الأنهار والفيضانات.

### درجات الحرارة والتساقطات
| البيانات المناخية لـمدينة كيبك | البيانات المناخية لـمدينة كيبك | البيانات المناخية لـمدينة كيبك | البيانات المناخية لـمدينة كيبك | البيانات المناخية لـمدينة كيبك | البيانات المناخية لـمدينة كيبك | البيانات المناخية لـمدينة كيبك | البيانات المناخية لـمدينة كيبك | البيانات المناخية لـمدينة كيبك | البيانات المناخية لـمدينة كيبك | البيانات المناخية لـمدينة كيبك | البيانات المناخية لـمدينة كيبك | البيانات المناخية لـمدينة كيبك | البيانات المناخية لـمدينة كيبك |
| الشهر                          | يناير                          | فبراير                         | مارس                           | أبريل                          | مايو                           | يونيو                          | يوليو                          | أغسطس                          | سبتمبر                         | أكتوبر                         | نوفمبر                         | ديسمبر                         | المعدل السنوي                  |
| ------------------------------ | ------------------------------ | ------------------------------ | ------------------------------ | ------------------------------ | ------------------------------ | ------------------------------ | ------------------------------ | ------------------------------ | ------------------------------ | ------------------------------ | ------------------------------ | ------------------------------ | ------------------------------ |
| الدرجة القصوى °م               | 10                             | 11.7                           | 17.8                           | 29.9                           | 33                             | 33.9                           | 35.6                           | 34.4                           | 33.9                           | 28.3                           | 20                             | 13.9                           | 35.6                           |
| متوسط درجة الحرارة الكبرى °م   | −7.9                           | −6.1                           | 0.1                            | 7.8                            | 17.1                           | 22.2                           | 25                             | 23.4                           | 17.7                           | 10.7                           | 2.9                            | −4.8                           | 9.0                            |
| متوسط درجة الحرارة الصغرى °م   | −17.6                          | −16                            | −9.4                           | −1.3                           | 5.3                            | 10.6                           | 13.4                           | 12.4                           | 7.2                            | 1.7                            | −4.3                           | −13.4                          | −0.9                           |
| أدنى درجة حرارة °م             | −35.4                          | −36.1                          | −30                            | −18.9                          | −7.8                           | −0.6                           | 3.9                            | 2.2                            | −4.8                           | −10                            | −24                            | −32.3                          | −36.1                          |
| الهطول مم                      | 89.8                           | 70.6                           | 90.3                           | 81.2                           | 106.1                          | 114.2                          | 127.8                          | 116.7                          | 125.5                          | 101.7                          | 102                            | 104.4                          | 1٬230٫3                        |
| متوسط تساقط الثلوج سم          | 72.9                           | 63.2                           | 49                             | 17.6                           | 0.4                            | 0                              | 0                              | 0                              | 0                              | 1.9                            | 33.2                           | 77.7                           | 315.9                          |
| الدرجة القصوى °ف               | 50                             | 53.1                           | 64.0                           | 85.8                           | 91                             | 93.0                           | 96.1                           | 93.9                           | 93.0                           | 82.9                           | 68                             | 57.0                           | 96.1                           |
| متوسط درجة الحرارة الكبرى °ف   | 17.8                           | 21.0                           | 32.2                           | 46.0                           | 62.8                           | 72.0                           | 77                             | 74.1                           | 63.9                           | 51.3                           | 37.2                           | 23.4                           | 48.2                           |
| متوسط درجة الحرارة الصغرى °ف   | 0.3                            | 3                              | 15.1                           | 29.7                           | 41.5                           | 51.1                           | 56.1                           | 54.3                           | 45.0                           | 35.1                           | 24.3                           | 7.9                            | 30.3                           |
| أدنى درجة حرارة °ف             | −31.7                          | −33.0                          | −22                            | −2.0                           | 18.0                           | 30.9                           | 39.0                           | 36.0                           | 23.4                           | 14                             | −11                            | −26.1                          | −33.0                          |
| الهطول إنش                     | 3.54                           | 2.78                           | 3.56                           | 3.20                           | 4.18                           | 4.50                           | 5.03                           | 4.59                           | 4.94                           | 4.00                           | 4.0                            | 4.11                           | 48.43                          |
| متوسط تساقط الثلوج إنش         | 28.7                           | 24.9                           | 19                             | 6.9                            | 0.2                            | 0                              | 0                              | 0                              | 0                              | 0.7                            | 13.1                           | 30.6                           | 124.1                          |
| المصدر:                        |                                |                                |                                |                                |                                |                                |                                |                                |                                |                                |                                |                                |                                |

## المواصلات

### النقل العمومي
شبكة نقل العاصمة هي الهيئة المسؤولة عن النقل بكبك الكبرى. فهو يقدم أكثر من مائة مسلك تنتهي بثمانية مواقف طرفية، مع أكثر من 500 حافلة، من بينها ثماني حافلات كهربائية في الخدمة بكبك القديمة. وهذه ثاني أهم شبكة نقل في بلدية كيبيك. إن شبكة نقل العاصمة تملك أكبر مرآب حافلات في أمريكا الشمالية.
العديد من المشاريع تديرها الشبكة، بما في ذلك إضافة البطاقة الذكية باعتبارها أساس التعاملات النقدية في 2008 والإنشاء التدريجي ل62 حافلة للمعاقين على الطرق التي ترتفع وتيرة النقل بها يمتد حتى عام 2011.

### القطار
كبك هي جزء من وندسور_كبك ممر خدمة القطار المقدمة من فيا رايل، شركة تمتلكها الحكومة الفيدرالية. محطة قصر كبك هي بمثابة محطة مركزية وتعرض كتحفة في الهندسة المعمارية.
وعلاوة على ذلك، هناك مشروع القطار السريع الذي يربط كبك بوينسدور في أونتاريو، مرورا عبر مونتريال وتورونتو، وهو الآن قيد الدراسة. رؤساء وزراء المقاطعات المعنية، جان شاري ودالتون ماك كانتي، قد خصص كل واحد منهما مبلغ مليون دولار لتمويل المشروع.

### المطار
يوجد بمدينة كيبيك مطار جان لوساج الدولي يحمل اسمه تكريما لرئيس الوزراء السابق في كيبيك، جان لوساج. شركات الطيران مثل ويست جيت، آير كندا جاز، خطوط بورتر الجوية، يونايتد إيرلاينز، كونتننتال إيرلاينز، ترانزات الجوية، كانجيت و ثم وينج، شركة طيران نورث (التابعة لشركة دلتا)، وآيرو ميكسيكو طيران كورس الجوي هي حاضرة بالمطار. كما يعمل هذا المطار كقاعدة لطائرات الإسعاف التي تخدم شرق وشمال كيبيك.
مبنى المطار شهد تحولاً كبيرا، وذلك بفضل منحة قدرها 65 مليون دولار منحت في عام 2006. ومنذ ذلك الحين العديد من الطرق الجديدة وشركات الطيران انضافت. في عام 2008، وصلت إلى المطار ما يزيد عن مليون راكب.

### الميناء

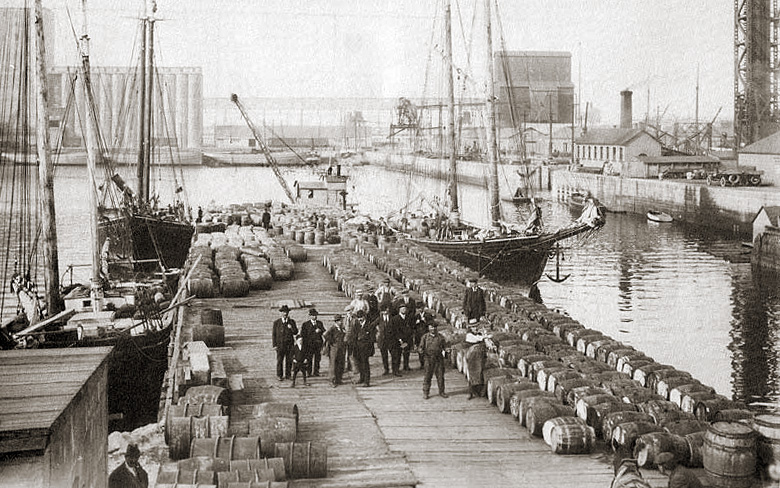
right200px

ميناء كبك من الأهم في كندا للعدد الكبير من الرحلات البحرية التي تصله ونقل المنتجات بالجملة. حوالي 1.5 مليون شخص بما فيهم الطواقم يمرون بالميناء. يحتوي الميناء على تجهيزات ترفيهية كقاعة المناسبات بالهواء الطلق والاكورا. وهو ثالث ميناء أكثر شعبية بكندا بعد تلك الموجودة في فانكوفر (كولومبيا البريطانية وسانت جونز، بنيوفاوندلاند وبلابرادور
ميناء.

## الترتيب الإداري

### البلدية
عمدة كبك ريجي لوبوم، انتخبت كمستقل. وهو يشغل هذا المنصب منذ تاريخ 8 ديسمبر 2007.
أما رئيس التجديد البلدي، حزب المعارضة في المجلس البلدي، هو الآن لوبيي.
الانتخابات العامة القادمة ستجرى في تاريخ 1 نوفمبر 2009. يترشح فيها الحزب الجديد فريق السيد لوبوم والتجديد البلدي والتحدي الأخضر بكبك.

### المجلس البلدي

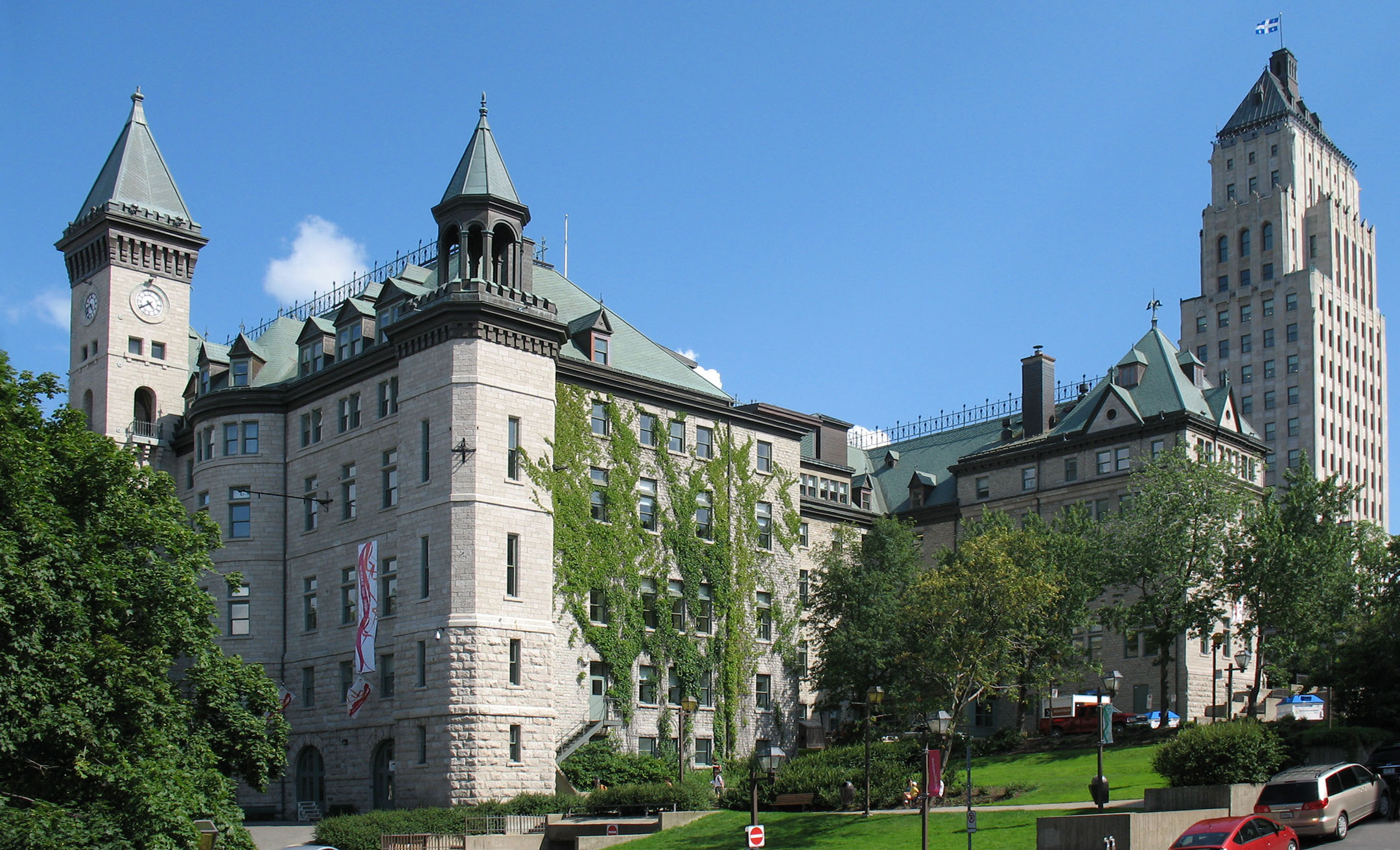
مبنى البلدية

| الحزب               | الرمز  | الزعيم                         | المحافظة    | المعارضة الرسمية | المقر |
| ------------------- | ------ | ------------------------------ | ----------- | ---------------- | ----- |
| التجديد البلدي بكبك | R.M.Q. | الآن لوبيي                     | 2001 - 2005 | 2005             | 14    |
| التحرك المدني بكبك  | A.C.Q. | ايفان جينياك (لم يتم انتخابهم) |             | 2001 - 2005      | 3     |
| فريق لوبوم          | E.L.   | ريجي لوبوم                     | 2007        |                  | 13    |
| مستقل               | Ind.   |                                |             |                  | 6     |
| مقعد شاغر           |        |                                |             |                  | 0     |
| المجموع             |        |                                |             |                  | 37    |

### المجلس الجهوي

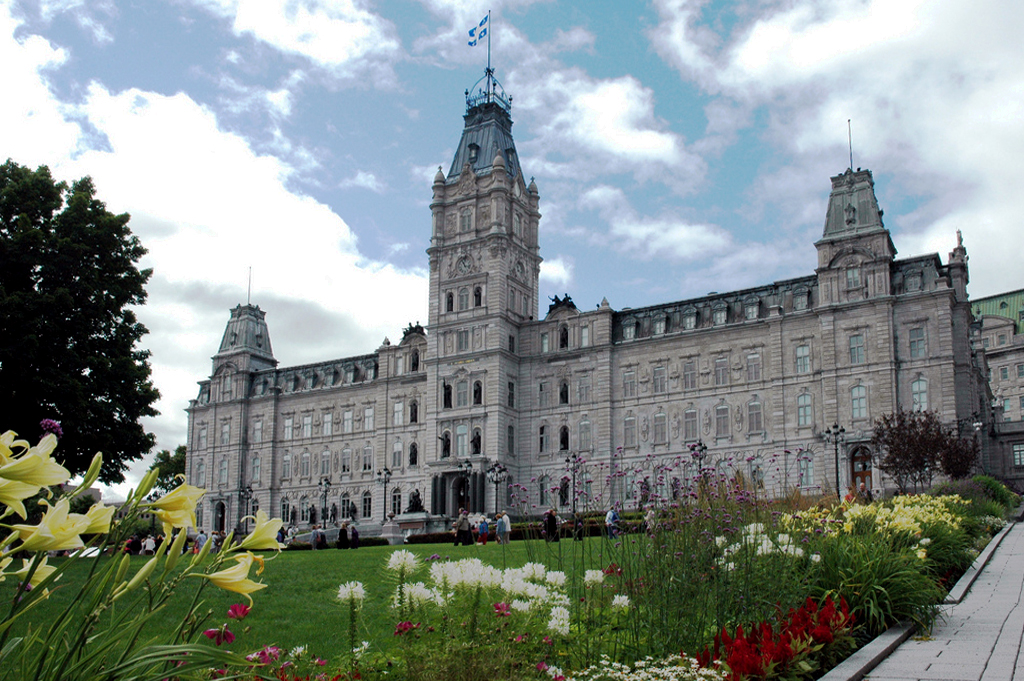
مبنى البرلمان بكبك، مقر الجمع الوطني العام بكبك.

الوزير المسؤول عن منطقة كابيتال ناشيونال هو السيد سام حمد (سوري الأصل) نائب في الدائرة الانتخابية لويس هيبيرت ووزير العمل والتضامن الاجتماعي.
| الحزب                   | النائب          | الدائرة الانتخابية | الوظيفة                         |
| ----------------------- | --------------- | ------------------ | ------------------------------- |
| الحزب الليبيرالي بكبك   | إيف بولديك      | جون تالون          | وزير الصحة والخدمات الاجتماعية  |
| الحزب الليبيرالي بكبك   | سام حمد         | لويس هيبيرت        | وزير التشغيل والتضامن الاجتماعي |
| الحركة الديمقراطية بكبك | جرارد ديتيل     | شوفو               |                                 |
| الحزب الليبيرالي بكبك   | ميشيل بيجون     | شارل سبورغ         |                                 |
| الحزب الليبيرالي بكبك   | آندري درولي     | جون لوساج          |                                 |
| الحركة الديمقراطية بكبك | ايريك كير       | البليتري           |                                 |
| الحزب الليبيرالي بكبك   | باتريك هوت      | فانيي              |                                 |
| الحزب الليبيرالي بكبك   | رايموند بيرنييه | مونت مورينسي       |                                 |
| الحزب الكيبيكي          | أنيس مالتي      | تاشرو              |                                 |

### المجلس الفدرالي
| الحزب               | النائب         | الدائرة الانتخابية   | الوظيفة                                                                                               |  |
| ------------------- | -------------- | -------------------- | --- |  |
| الحزب المحافظ بكندا | جوزي فرنير     | لويس سانت لورون      | وزير الشؤون الحكومية، الوزير المسؤول عن منطقة كبك، رئيس المجلس الخاص للملكة لكندا، وزير الفرانكوفونية |  |
| الحزب المحافظ بكندا | سيلفي بوشي     | بوبور—ليموالو        | |  |
| الحزب المحافظ بكندا | دانييل بوتي    | شارل سبورغ سانت شارل | |  |
| الكتلة الكبيكية     | باسكال بايي    | لويس هيبيرت          | الناطق الرسمي في مجال الرياضة                                                                         |  |
| الكتلة الكبيكية     | كريستسان كانيو | كبك                  | |  |
| الكتلة الكبيكية     | ميشيل جيموند   | مونت موسينري         | من كتلة كبك                                                                                           |  |

### الشبكات الدولية، وترتيبات التوأمة
كيبيك هي من: 
- بين مدن منظمة مدن التراث العالمي، ويقع مقرها الرئيسي في مدينة كيبيك؛
- رابطة المدن التاريخية؛
- الشبكة الدولية لتحسين الحكم المحلي، والتي ترعاها مؤسسة برتلسمان؛
- والرابطة الدولية للمدن التعليمية؛
- مدن وحكومات المحلية؛
- والرابطة الدولية لرؤساء البلديات الفرنكوفونية؛
- والرابطة الدولية لرؤساء بلديات منطقة البحيرات الكبرى، وسانت لورانس.

 كويبيك هي متوأمة مع مدن ك: 
- بوردو، فرنسا منذ 1964.

بوردو وكويبيك متوامتان هذه 45 عاما. خلال إدارات ألان جوبيه وجان بول لالييه، وهده التوأمة مع بوردو أدت إلى الكثير من التعاون : إدارة الأراضي، والنقل العمومي، والاقتصاد، والخدمات الاجتماعية، والعمل الاجتماعي، والشباب، والثقافة، إلخ. سجل في العام 1999 إن التوأمة ساهمت في نحو 90 إنجاز. آخر خطة لثلاث سنوات تم التوقيع عليها في عام 2002. الجمعية الاقتصادية وغرفة التجارة والصناعة في بوردو تعاونت لتمكين الشركات من إجراء اتصالات فيما بينها. المؤسسات الكبكية لها ترتيبات الشراكة مع ما تعادلها فيبوردو : خدمات البلديات والمستشفيات والجامعات. أول دفعة من قطار ترام وي ببوردو (2003) سميت فيل دو كبك (مدينة كبك).
- كالغاري، كندا.
- نامور، بلجيكا.
- شيان، الصين.

 وللمدينة اتفاقات للتعاون والصداقة مع : 
- بيرغن (النرويج)
- تشانغتشون (الصين)
- غواناخواتو (المكسيك)
- هوي (فيتنام)
- لييج (بلجيكا)
- مونتيفيديو (أوروغواي)
- واغادوغو (بوركينا فاسو)
- باريس (فرنسا)
- سانت بطرسبرغ (روسيا)
- رون (فرنسا)

## التعليم

### التعليم المهني
- مدرسة السيرك بكبك
- مدرسة المجوهرات والساعات

### التعليم الثانوي
بكبك يوجد :
- أربعة ثانويات للتعليم العام عمومية

1. ثانوية ليموالو
2. ثانوية سانت فوي
3. ثانوية فرانسوا كزافي جارنو
4. الثانوية الجهوية شمبلن (إنجليزية)

- ثانويتان متخصصتان

1. المركز التعليمي للبحث الغابوي
2. المدرسة الوطنية للترفيه التفاعلي

- ثانوية خاصة ثانوية مريسي
- ثمان ثانويات خاصة ومختصة

1. ثانوية أوسيلفان
2. ثانوية بارت
3. ثانوية س د ي
4. ثانوية أفيرون
5. ثانوية الراديو والتلفزة
6. ثانوية ميلتي هكسا
7. ثانوية للتعليم العقاري
8. ثانوية حكومية فرنسية هي ثانوية ستاليناس تحت إمرة وزارة التعليم الفرنسية حيث يتم تعلم البرنامج الفرنسي.

### التعليم الجامعي
- جامعة لافال
- جامعة كبك
- المدرسة الوطنية للإدارة العامة
- المعهد الوطني للبحث العلمي(INRS)
- جامعة مونتريال-حرم بمدينة كيبيك
- الجامعة التلفزية TÉLUQ(جزء من UQAM)
- معهد الفن الدرامي بكبك
- جامعة كبك بابيتي-حرم كبك

### التعليم الحكومي
- معهد الموسيقى بكبك

## شخصيات معاصرة

### الفنون
| المؤلفون/الكتاب | مجموعات موسيقية                                                                | فكاهيين     | مغنين وموسيقيين                                                                                                | رسامون                                                                                            | التلفزة والراديو | المسرح |
| --- | ------------------------------------------------------------------------------ | ----------- | --- | ------------------------------------------------------------------------------------------------- | --- | --- |
| جاك بولين، آن هيبيرت، الآن بوليو، جابرييل روي، دنيس كوتي، مارتين لاتوليب، جون لوميو، هيلين فاشون، آن روبيار، آنيك بواتراس، مارتن بوليو، جيلس بيلرين، رولند ميشيل ترمبلاي، ألكسندرا لاروشبل، إلخ. | بوليميل بازار، التعويدة الخاطئة، مارابو، لوكو لوكاس، مور أو بوري، لي كول، إلخ. | الآن دوماس، | ستيف بركات، ريشارد فيرو، فيرجيني هامل، بول آندري كاديسي، فيلكس ليكليرك، أليس روب، آندري بيلودو، ديان تيل، إلخ. | الفرد بيلان، بول بيليفو، لوك ارشامبولت، جابرييل لالوند، انطوان بلاموندون، بول هنري دو بيرجي، إلخ. | : بيير جوبين، ميشيل لامارش، ماري فالراند، بول اويي، كاثرين لاشوسي، ريجان لوموان، جولي درولي، اندري بايي، سيباستيان بوفي، سوزان اويي، مارك دوراند، كريستيان سوزور، اندري آرثر، روني آرثر، جان-فرانسوا فيليون جيلز بارون، راينالد كلوتيي، الخ. | روبرت لوباج، جاك روبيتاي، آن ماري أوليفي، فريديريك دوبوا، ليز كاستونغاي، ماري جينيت كاي، فرانس لاروشيل، كريستيان ميشو، لورين كوتي، جاك لوبلان، كلود ديشي، بول هيبيرت، رولاند لوباج، آني لاروشيل، نيكولا ليتورنو إلخ. |

### العلوم والتكنولوجيا
| علماء                            |
| -------------------------------- |
| ليون بروفنشر، جان ماري دي كونينك |

### المجتمع
| محامين                    | حقوقيين   | رجال أعمال                                                                                          | سياسيون | صحفيين                    | فلاسفة         |
| ------------------------- | --------- | --------------------------------------------------------------------------------------------------- | --- | ------------------------- | -------------- |
| مارسيل أوبوت وكاي بيرتران | جيلز كيجل | بيتر سيمونز، موريس تنكاي، مارسيل أوبوت، كاي لا ليبيرتي، فرناند بارادي، لويس جارنو، جان لكليرك، إلخ. | لويس الكسندر تاشرو، جان بول لالييه، اندري بوشي، بيير جوزيف-أوليفيي شوفو، رونيه ليفيسك، باولين ماروا، فيليب كويار، إلخ. | اتيين بارون، ريشارد جارنو | توماس دي كونيك |

### الرياضة

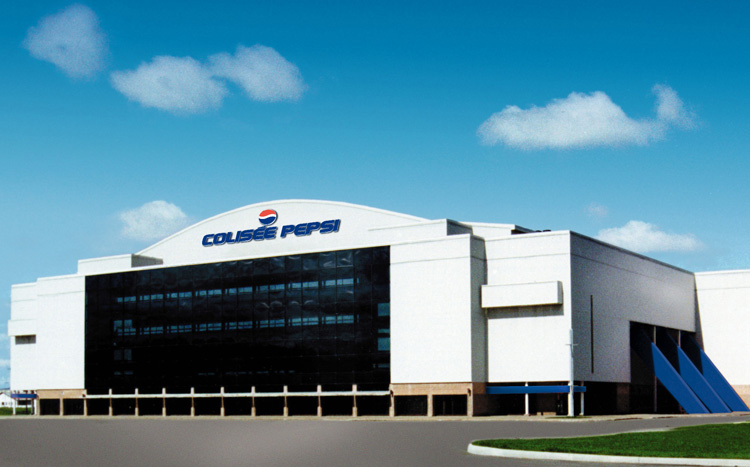
المدرج بكبك

| الرياضيون |
| --- |
| جيم بلك، سيلفي بيرنيي، جوهان بيجين، أودري لاكروا، ريشارد جارنو، كاثرين ليجي، مريم بيدارد، باتريك روي (هوكي على الجليد)، مانون ريهوم، جايتان بوشي، إيف لاروش، جوي مالون، لويس جارنو، دونالد براشير، بول ستاستني، يان ستاستني، باتريس بيرجيرون، ميلاني تورجيون، سيمون غانيي، ستيف برنيي، مارك شوينارد، مارتن بيرون، ماتيو بيرون، جان-فيليب كوتي، أنطوان فيرميت، مارك أنطوان بوليو، إلخ. |

## الاقتصاد

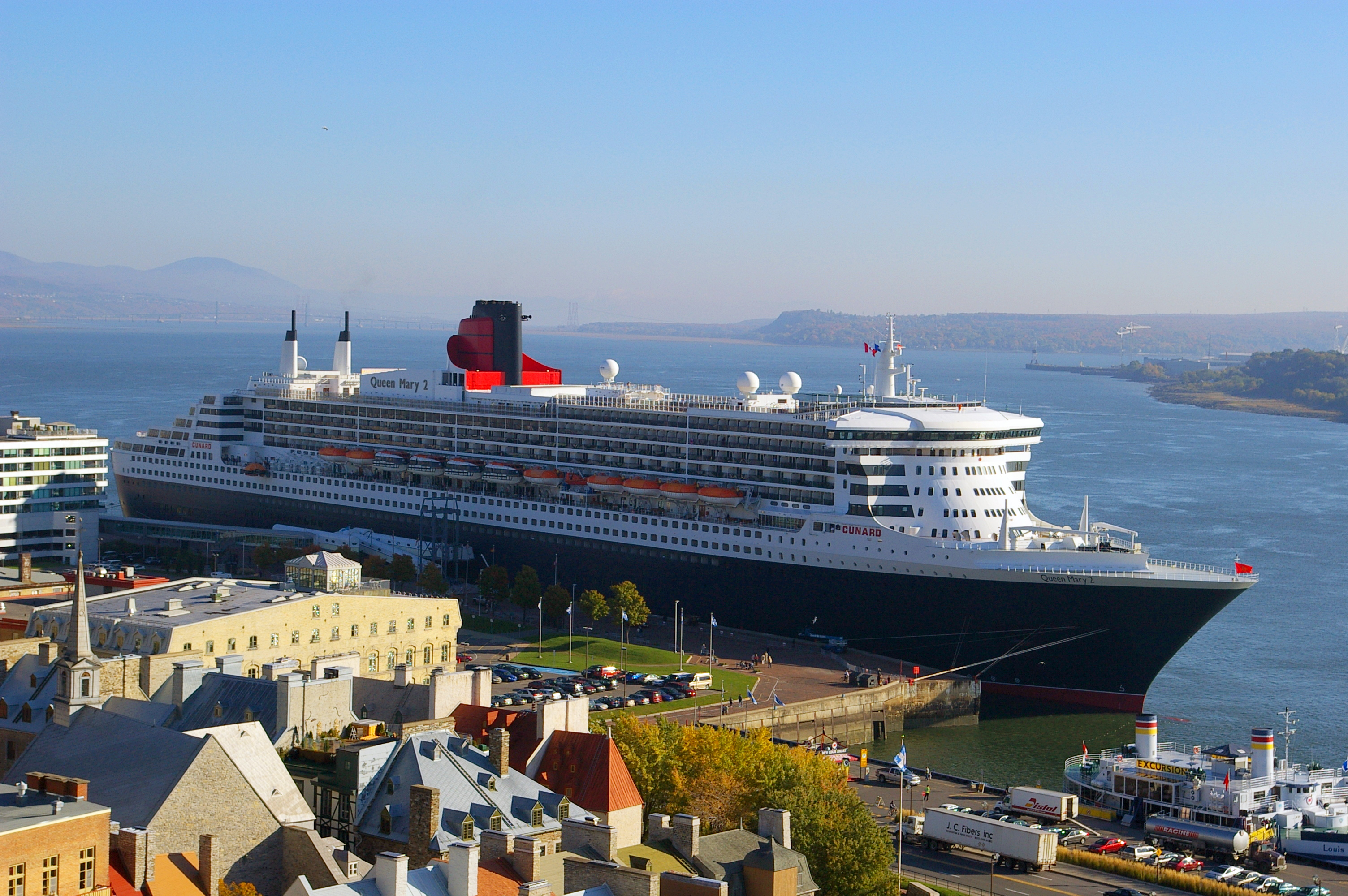
رحلة بحرية بكبك

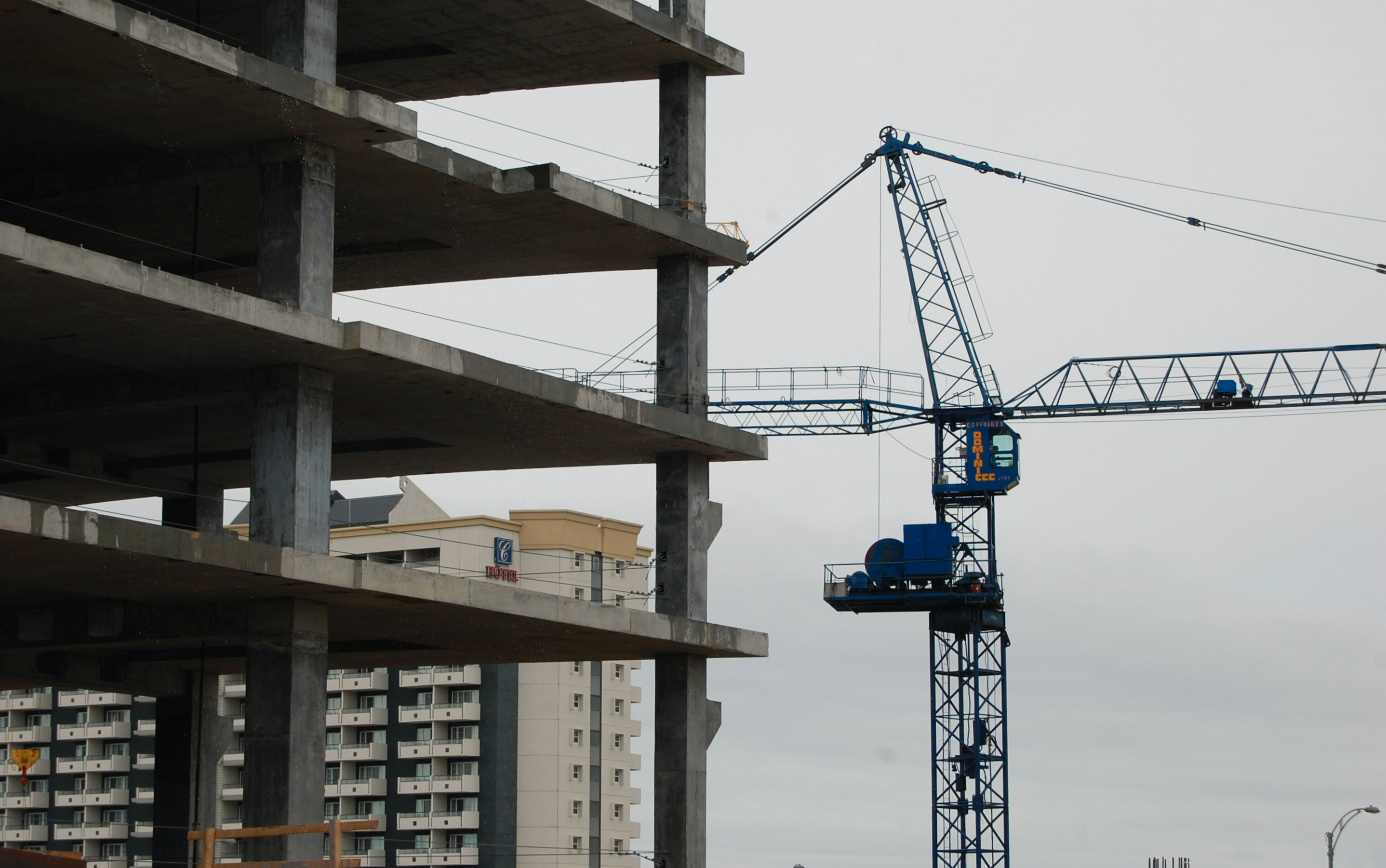
مبنى قيد الإنشاء بكبك

### الفاعلين الاقتصاديين
لدى كبك عدة فاعلين اقتصاديين من بينها
غرفة التجارة للمقاوليين بكبك، وغرفة التجارة، التجارية الاطالية بكبك والمجلس الجهوي للتشاور والتطوير لمنطقة كبك و الغرفة التجارية الفرنسية بكندا، فرع كبك و الغرفة التجارية الشابة بكبك، إلخ.
منطقة كبك تمتلك مؤشرا بورصيا يجمع 20 مقاولة وشركة للجهة تحت اسم (بالفرنسية: Indice boursier régional de Québec)، مختصر ب IBR-Q. و هو مقدم من طرف لجنة تعزيز الاقتصاد PÔLE Québec Chaudière-Appalaches.

### المؤشرات الاقتصادية
معدل البطالة منخفض جدا في كبك، وهو في حدود 4.5%، وهذه رابع أدنى نسبة في كندا.
من بين المهاجرين من كابيتال ناسيونال، 65% منهم وصلوا إلى هناك قبل أقل من 5 سنوات، من 2001 في 2006، ويعملون والذين وصلوا إلى هناك قبل بين 5 و 10 سنوات، 1996 في 2001، توظيفهم هو بنسبة 80%.

### مقرات الشركات

#### الشركات الدولية
| النوع                          | الاسم                                                                    | الموقع        |
| ------------------------------ | ------------------------------------------------------------------------ | ------------- |
| التغدية                        | بسكويت لكليرك (بسكويت، رقائق الدرة، شكلاتة)                              | الموقع الرسمي |
| الطيران                        | Air Maëstro (De 2006 à 2007, رحلات سياحية نحو أوروبا، وأمريكا و شرق كندا |               |
| التقانة الحيوية والصحة         | Aeterna Zentaris (شركة بيوصيدلية)                                        | الموقع الرسمي |
| التقانة الحيوية والصحة         | CO2 حلول                                                                 |               |
| التقانة الحيوية والصحة         | Atrium Biotechnologies                                                   | الموقع الرسمي |
| التقانة الحيوية والصحة         | medicalintelligence                                                      | الدكاء الطبي  |
| التقانة الحيوية والصحة         | Victhom (منتجات في البيونيك)                                             | الموقع الرسمي |
| التقانة الحيوية والصحة         | Advitech inc                                                             | Advitech inc. |
| التقانة الحيوية والصحة         | Amadeus International                                                    | الموقع الرسمي |
| التقانة الحيوية والصحة         | SFBC Anapharm                                                            |               |
| صناعة النسيج                   | رياضات لويس جارنو(ملابس رياضية)                                          | الموقع الرسمي |
| صناعة النسيج                   | Vêtements Perlimpinpin (ملابس للأطفال)                                   | الموقع الرسمي |
| صناعة النسيج                   | سوري ميني (ملابس للأطفال)                                                | الموقع الرسمي |
| العقارات                       | الشركة العقارية كاجيم                                                    |               |
| وسائل التواصل/معلوميات/إنترنت  | EXFO (فوتونيك وتواصل)                                                    | الموقع الرسمي |
| وسائل التواصل/معلوميات/إنترنت  | حلول فورتسم                                                              | الموقع الرسمي |
| وسائل التواصل/معلوميات/إنترنت  | Activitek                                                                | الموقع الرسمي |
| وسائل التواصل/معلوميات/إنترنت  | Innovision+                                                              | الموقع الرسمي |
| وسائل التواصل/معلوميات/انترنيت | Villeret Consulting                                                      | الموقع الرسمي |
| العناية بالجسد                 | Dectro International                                                     | الموقع الرسمي |
| التواصل                        | Groupe Cossette Communication                                            | الموقع الرسمي |
| التواصل                        | INFAX Inc                                                                | الموقع الرسمي |

#### الشركات الوطنية
| مجال العمل          | اسم الشركة                                   | الموقع                 |
| ------------------- | -------------------------------------------- | ---------------------- |
| التأمينات           | Assurances La Capitale                       | inc الموقع الرسمي      |
| التامينات           | SSQ Assurances générales                     | الموقع الرسمي          |
| التأمينات           | L'Union Canadienne Assurances                | الموقع الرسمي          |
| التأمينات           | Industrielle Alliance inc                    | الموقع الرسمي          |
| الاستشارات الهندسية | Groupe Technisol                             | inc الموقع الرسمي      |
| الاستشارات الهندسية | Le Groupe Desfor inc                         | الموقع الرسمي          |
| الاستشارات الهندسية | Groupe Conseil Omnitech                      | الموقع الرسمي          |
| الاستشارات الهندسية | Groupe BPR                                   | الموقع الرسمي          |
| الإسكان             | Fonds de placement immobilier Cominar        | الموقع الرسمي          |
| الديانات            | Primat de la religion catholique au Canada   |                        |
| الفندقة             | (شي أشتون)                                   |                        |
| الصحة               | Pharmacies Familiprix inc                    | الموقع الرسمي          |
| الصحة               | سطرPharmacies Brunet inc                     | الموقع الرسمي          |
| النقل               | Orléans Express inc                          | الموقع الرسمي          |
| السياحة             | Evénements, congrès et motivations au Québec | Omnitour الموقع الرسمي |
| السياحة             | Service de voyages Educatifs                 | Omnitour الموقع الرسمي |
| النسيج              | La Maison Simons                             |                        |
|                     | Terminaux portuaires du Québec inc           | الموقع الرسمي          |
|                     | Lépine Cloutier                              | الموقع الرسمي          |
|                     | XPUB Marketing créatif                       | الموقع الرسمي          |
|                     | Réseau Internet Québec Inc                   | الموقع الرسمي          |

#### منظمات دولية
| اسم المنظمة باللاتينية                                              | اسم المنظمة بالعربية                          | اختصار اسم المنظمة | سنة تاسيسها | مجالها         | دورها                                                                                     |
| ------------------------------------------------------------------- | --------------------------------------------- | ------------------ | ----------- | -------------- | ----------------------------------------------------------------------------------------- |
| L'Institut de l'énergie et de l'environnement de la Francophonie    | المعهد الفرانكوفوني للطاقة والبيئة            | IEEF               | 1988        | البيئة         | تم إنشاء هده المنظمة لتطوير قطاع الطاقة في الدول الأعضاء ثم تم إضافة البيئة لجدول أعمالها |
| Organisation universitaire interaméricaine                          | المنظمة الجامعية الأمريكية                    | OUI                | 1979        | التعليم العالي |                                                                                           |
| Organisation des villes du patrimoine mondial                       | منظمة مدن التراث العالمي                      | OVPM               | 1993 بفاس   | الثراث العالمي | منظمة تجمع المدن التي يوجد فيها موقع للتراث العالمي                                       |
| Association internationale pour la sécurité du transport des jeunes | المعية العالمية لتأمين نقل الشباب             | AISTJ              | 1994        | الأمن          |                                                                                           |
| Conseil international des métiers du patrimoine                     | المجلس العالمي لمهن الثراث                    | CIMP               | 1994        |                |                                                                                           |
| Carrefour international de la Presse universitaire francophone      | الملتقى الدولي للصحافة الطلابية الفرانكوفونية | CIPUF              |             | الاعلام        | أكبر وكالة صحافة طلابية                                                                   |
| Conseil de la vie française en Amérique                             | مجلس الحياة الفرنسية في أمريكا                | CVFA               | 1937        | الفرنسية       | الحفاظ على الفرنسية بالقارة الأمريكية                                                     |

#### شركات حكومية

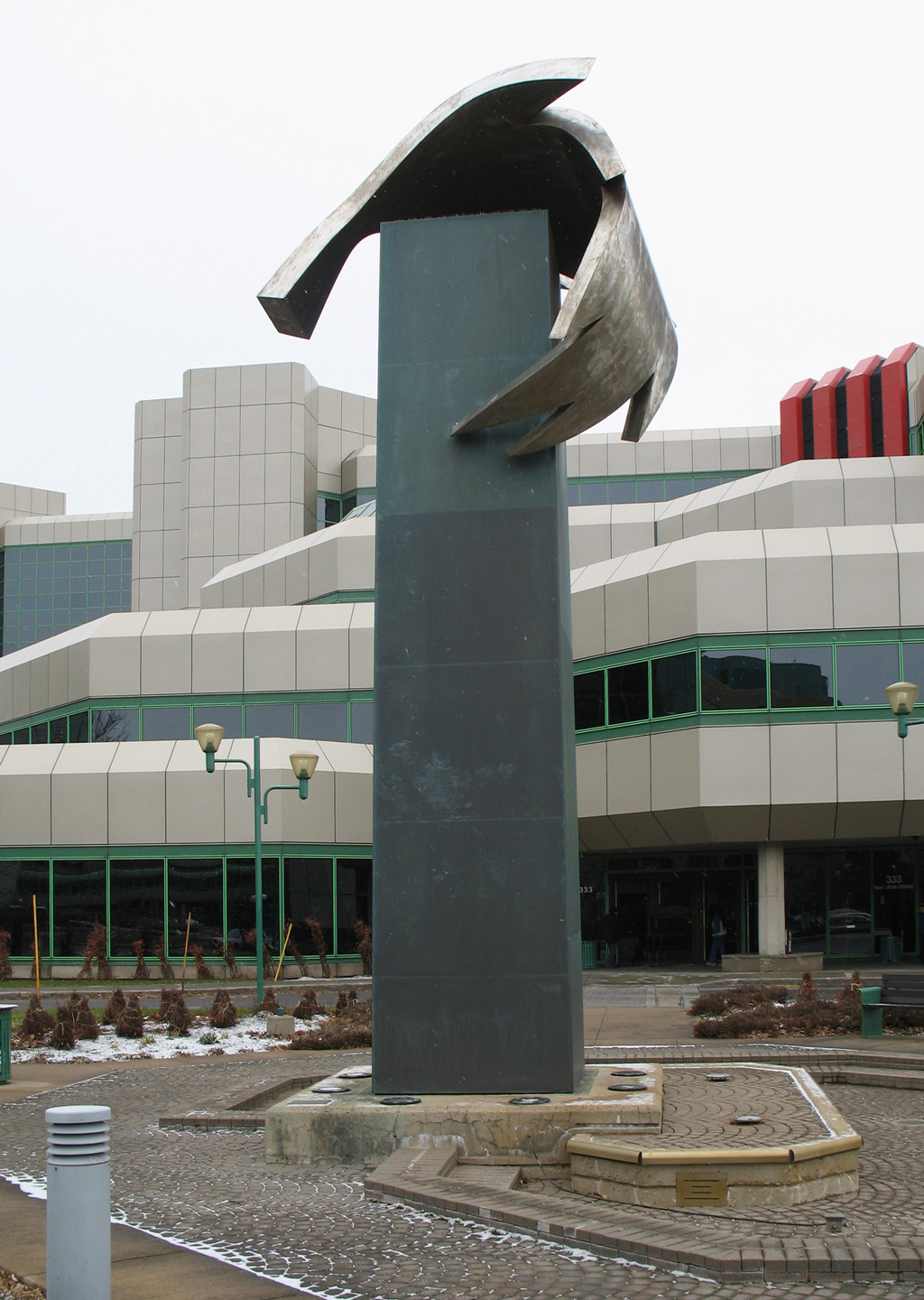
شركة التأمين على السيارة بكبك

- شركة حماية الغابات ضد الحرائق (SOPFEU)
- مركز التخزين بكبك (CDP)
- المعهد الوطني للنظارة (INO)
- جامعة كبك
- المعهد الوطني للصحة العامة بكبك (INSPQ)
- سلطة أسواق المال]
- المجلس الكندي للأسواق العامة
- معهد أمن المعلومة بكبك  نسخة محفوظة 18 أبريل 2009 على موقع واي باك مشين.
- منظار كبك
- المدرسة الوطنية للإدارة العامة
- [شركة مؤسسات الهواء الطلق بكبك
- شركة العابرين بكبك
- شركة التامين على السيارة (SAAQ)

### مراكز التسوق
تحوي كبك عدة مراكز رئيسية للتسوق بما فيها مول (280 متجر ومركز واحد للتسلية الداخلية)، اسمه لوريي كبك (به 350 متجر وعدة خدمات، وهو أكبر مركز للتسوق في شرق كندا وثاني أكبر مركز جذب سياحي في مدينة كبك، بعد المدينة القديمة)، ساحة سانت فوا (بها 135 متجر وساحة الزنبق (220 محل وعدد من المتاجر الكبرى).

## السياحة والثقافة

### السياحة

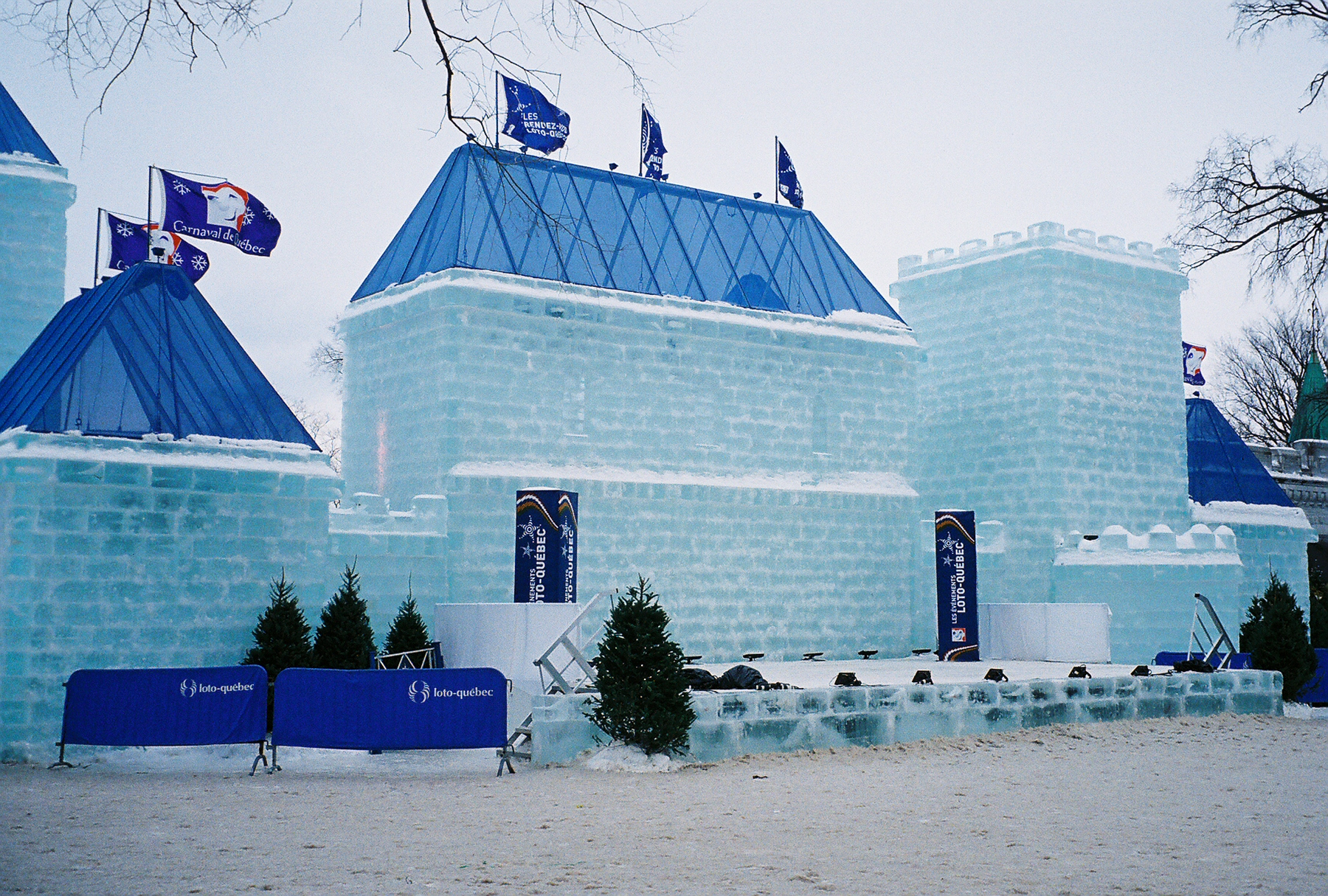
فندق الثلج الموسمي

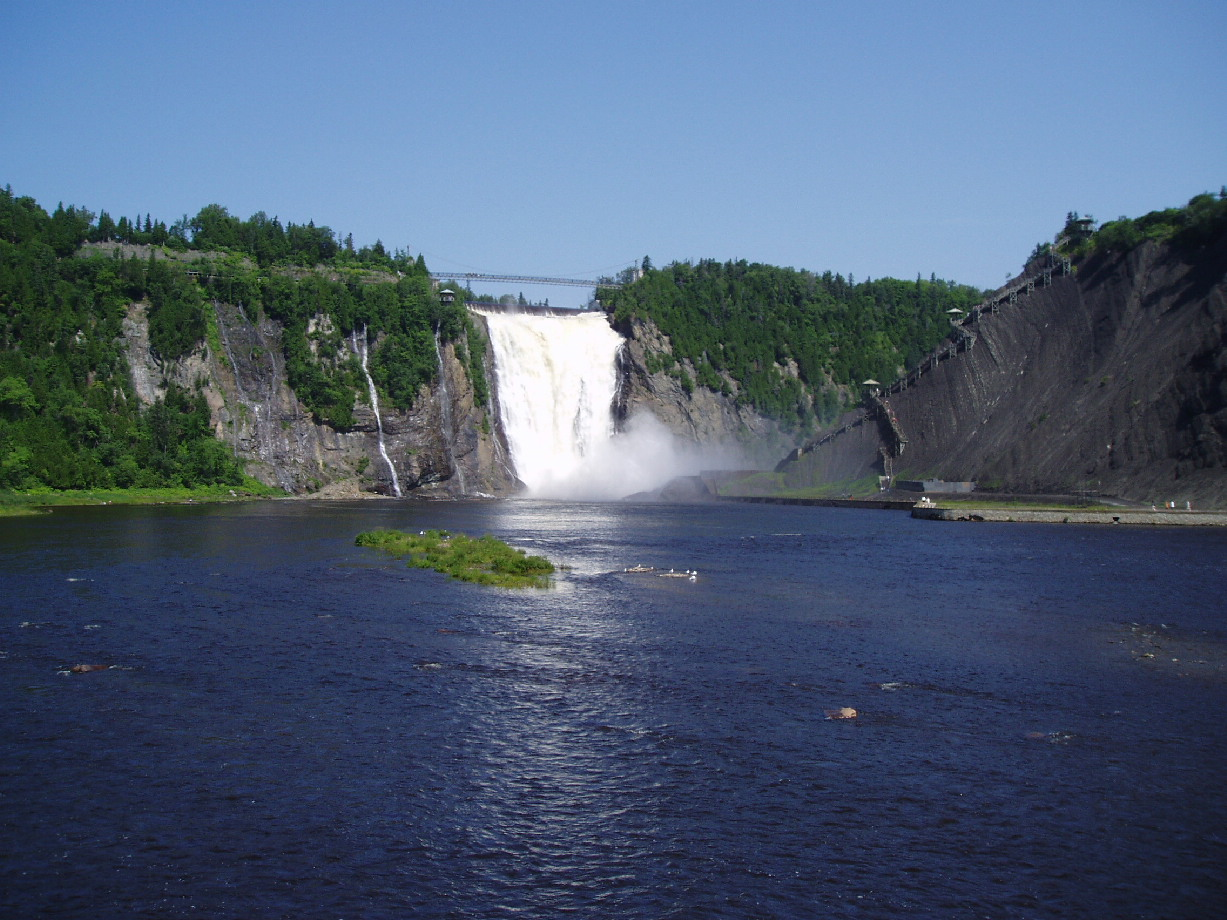
شلالات مونت موسنري

مدينة كبك تشتهر بكرنفالها الشتوي واحتفالات عيدها الوطني يوم سان جون باتيست.
و أهم مناطق الجذب السياحي التي تقع بالقرب من مدينة كبك هي شلالات مونت موسنري، و كاتدرائية سانت إن دي بوبري ، و منتجع مونت سانت إن، وفندق الثلج بكبك.

### مواقع العلوم الطبيعية
حديقة الحيوان بكبك، أُعيد فتحها في 2002 بعد عامين من الإغلاق لكنها أغلقت في عام 2006 بعد قرار سياسي. تحتوي على 750 عينة من 300 نوع مختلف من الحيوانات. حديقة الحيوان متخصصة في حيوانات المناطق الدافئة، وفيها أيضا عدة أنواع من الثدييات، في الوقت الذي تقل فيه الحيوانات الأصلية في كبك. وأهم مناطق الجلب كانت الهند وأستراليا، وتتمايز الحياة النباتية والحيوانية من هذه المناطق.
بارك دي كبك المائي، فتح في عام 2002 على موقع يطل على نهر سانت لورانت، ويعرض أكثر من 10,000 عينة من الثدييات والزواحف والأسماك والحيوانات المائية الأخرى من أمريكا الشمالية والقطب الشمالي. والدب القطبي، ومختلف أنواع الختم من القطب الشمالي، وقطاع «المحيطات»، هو حوض كبير يقدم للزوار رؤية من تحت، وتشكّل جزءا من عوامل الجذب الرئيسية للحديقة.

### المتاحف
- متحف الفنون الجميلة بكبك
- متحف الحضارة
- متحف أمريكا الفرنسية
- ساحة فليكس لكليرك
- المتحف البحري بكبك
- متحف الشكولاتة ايريكو
- متحف أورسلينات كبك (انظر)
- مقر الحكم بكبك 22e Régiment Museum
- متحف النحلة
- مركز سهول إبراهيم

### المكتبات
شبكة مكتبات كبك (المدينة) تتألف من خمسة وعشرين مكتبة في ثمانية أحياء من المدينة. مكتبة غابرييل روي هي المكتبة الرئيسية للشبكة.
| كبك المحافظة                                                                      | لوروسيان                                            | سانت شارل العالية                                 | ليموالو                                          | بوبور                                  | شارل سبورغ                                           | سانت فوي                            | البحيرات                                                                                     |
| --------------------------------------------------------------------------------- | --------------------------------------------------- | ------------------------------------------------- | ------------------------------------------------ | -------------------------------------- | ---------------------------------------------------- | ----------------------------------- | -------------------------------------------------------------------------------------------- |
| مكتبة سان جون باتيست ومكتبة غابرييل روا ومكتبة ثانوية الجيسويت ومكتبة كبك القديمة | مكتبة فيلكس لوكلير ومكتبة روجي لوملان ومكتبة المطار | مكتبة كريستين برويي ومكتبة شاتيل مكتبة عباد الشمس | مكتبة كاناديير ومكتبة سانت البير ومكتبة سان شارل | مكتبة اتيين بارون ومكتبة الطريق الملكي | مكتبة شارل سبورغ ومكتبة نوتر دام ونقطة خدمات الحديقة | مكتبة شارل هنري ومكتبة مونيك كوريفو | مكتبة ألييت مارشو ومكتبة جون باتيست دو بيرجي ومكتبة لو سول ومكتبة سان أندريه ومكتبة لوبرجنوف |

### كبك في الفنون والثقافة

#### كبك في الأغاني
- شارل ترينيت، في أزقة كبك
- روبير شاربوا، أجنحة ملاك
- شارل ازفنور، العودة من كبك
- لويس ماريانو، من موريال إلى كبك
- جو داسان، وغناها بيير لابوانت، في عيون ايميلي
- ماريوس دو ليسل، ضوء القمر بكبك
- مي أيو، في العاصمة

#### الإبداعات والتوزيعات الفنية

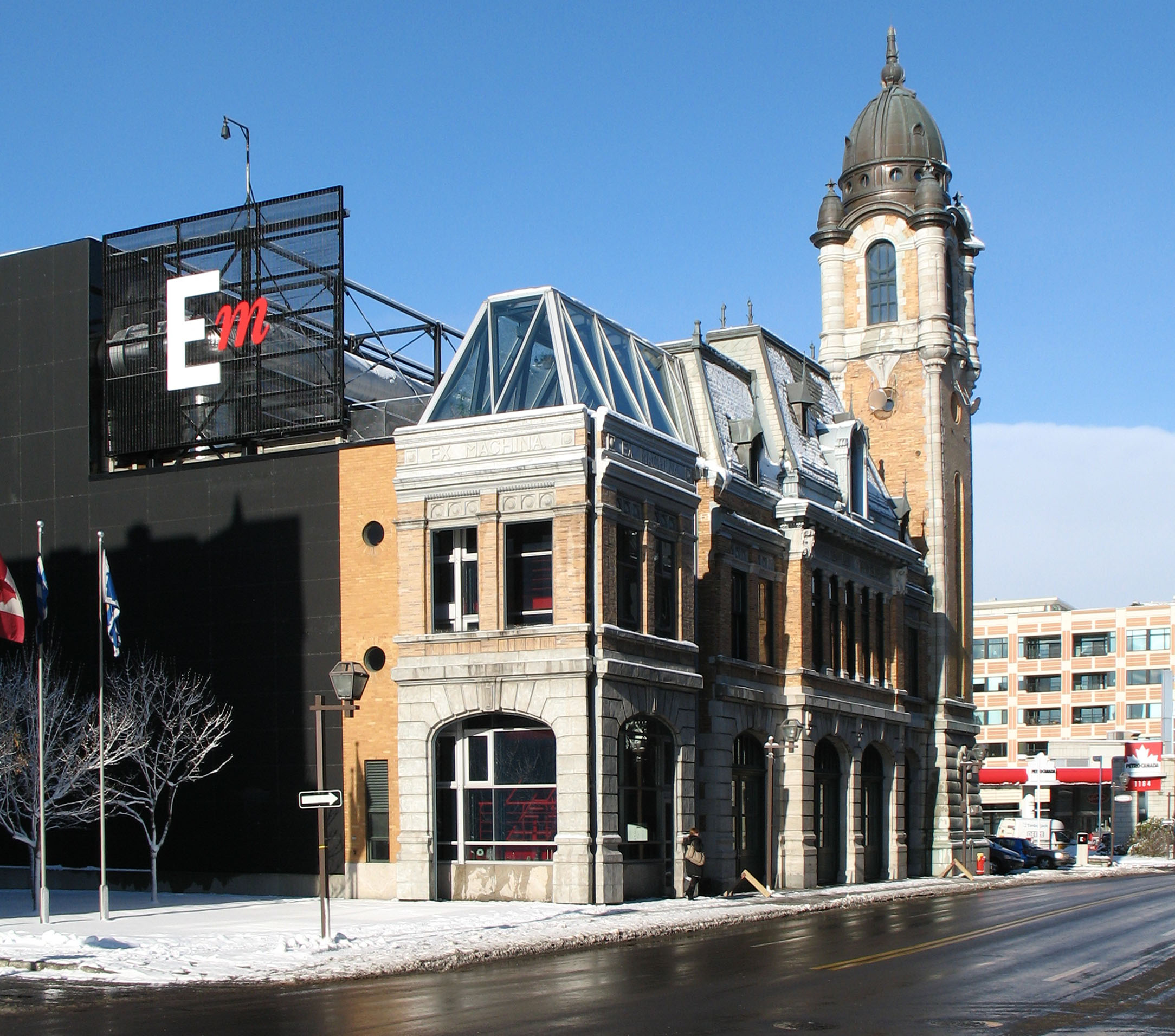
اكس ماشينا في الميناء القديم لكبك

في كبك يوجد العديد من دور ومراكز للإنجاز والإبداع والتوزيع الفني مثل:
- Ex Machina (شركة متعددة المجلات)
- Le Groupe Abaca (مجموعة أباكا) (شركة إنتاج موسيقي)
- مركب ميدوز
- La Rotonde (مركز كوريغرافي) و(عارض للرقص المعاصر)
- الأوركيسترا السينفونية بكبك (OSQ)
- قرين المعاصر بكبك
- أوبيرا كبك
- مسرح كبك الكبير
- قصر مونكالم كمانات روي
- التظاهرة العالمية للفنون بكبك (موزع للفنون البصرية الحالية)
- مخفر السينما والتلفزة بكبك (مكان للتصوير والإنتاج المحلي)

#### كبك في المقولات والاقتباسات

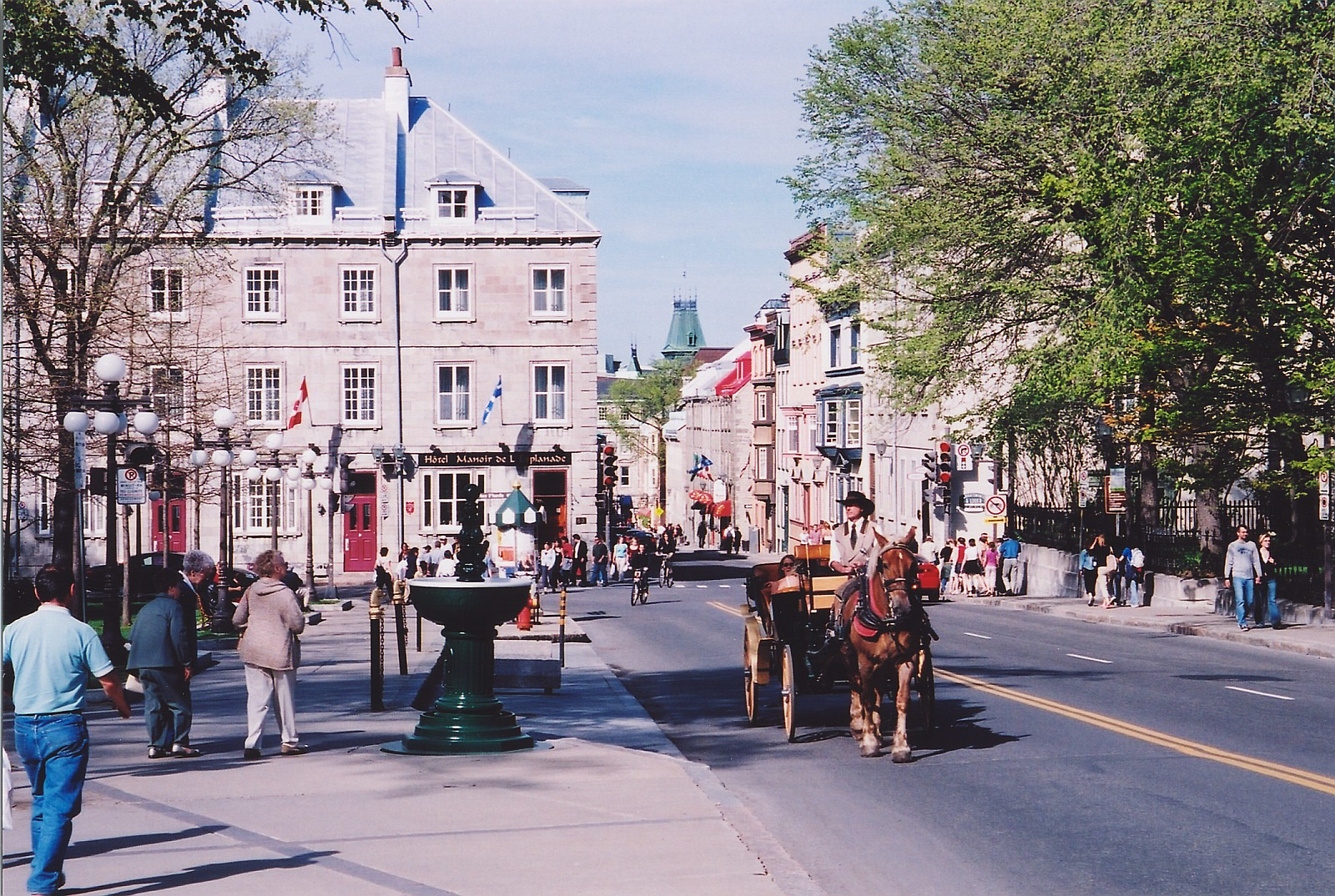
عربة وسط كبك القديمة

- «الإحساس الذي يعم زائر كيبك بارتفاعاتها المدوية ومقر الحاكم المعلق في الهواء وأزقتها المتنوعة وأبوابها العملاقة والمناظر التي أينما نظرت لمحتها هو شيء فريد من نوعه.» شارل دكنز.
- «كيبك هي المدينة الأقدم والأجمل والأحلى والأكثر سحرا في أمريكا الشمالية هي منجم كنوز لا ينضب للمؤرخين والمعماريين ومحبي الجمال » - هورد فيليبس لوفكرافت (1930)
- «عندما يقترب القطار من نهر سانت لورانت نرى جرفا مليئا بالمنازل والأسوار... إنها كيبك» - هورد فيليبس لوفكرافت

كل من عاش في كبك أراد أن يموت فيها.
– آرثر بوينز

#### كبك في السينما
- 1952 : قانون الصمت (I confess)
- 2002 : أمسكني إذا استطعت (Catch me if you can)
- 2004 : أقدار مسلوبة (Taking lives)

#### كبك في التلفزة
- 1962 : تحقيقات جوبيدون (مسلسل)
- 1967 : من إيبرفيل (مسلسل)

## الرياضة

### المسابقات التي تستضيفها كبك
- سباق كبك سانت مالو للزوارق الشراعية وهو سباق ينظم كل أربع سنوات يتبع مسار نهر سانت لورانس في المرحلة الأولى ثم المسار إلى سان مالو بفرنسا.
- البطولة الدولية للهوكي للقاصرين بكبك [32] وهو أهم بطولة هوكي على الجليد للأطفال في العالم ويجمع الفرق ما بين 11 و 12 سنة من 16 دولة تقام في شهر فبراير.
- ماراتون الضفتين في شهر غشت يشارك فيه المبتدؤون والمحترفون.[33]
- تحدي بيل وهو بطولة عالمية للتنس النسوي يقام في تشرين الأول/أكتوبر أو تشرين الثاني/نونبر.[34]

### الفرق والأندية الرياضية
كان لدى كبك فريق محترف للهوكي شماليو كبك وكان ضمن الجمعية العالمية للهوكي منذ 1971 ثم انضم إلى الدوري الوطني للهوكي منذ 1978 وفي 1995 تم بيع الفريق ليصبح تحت اسم انهيار كولورادو ويصبح مقره في دنفر.
في 2008 أعطت بطولة أمريكا الشمالية لكرة القدم الحق في تشكيل فرقتي كرة قدم واحدة نسائية ستلعب في عصبة الشمال في صيف 2009. والثانية رجالية ستلعب في الدرجة الأولى.
| الفريق             | البطولة                                           | الملعب                            | سنة التأسيس | عدد الألقاب المحصل عليها |
| ------------------ | ------------------------------------------------- | --------------------------------- | ----------- | ------------------------ |
| حصون كبك           | بطولة الهوكي للشبان بكبك (هوكي للشبان)            | مدرج بيبسي                        | 1968        | 2                        |
| عواصم كبك          | بطولة كان ام لكرة القاعدة (كرة القاعدة المحترفة)  | الملعب البلدي بكبك                | 1999        | 1                        |
| أحمر ودهبي         | (كرة القدم الجامعية ورياضات أخرى)                 | جناح التربية البدنية بجامعة لافال | 1995        | 5                        |
| كبكيو كبك          | PBL (البطولة الوطنية للسلة) (كرة السللة المحترفة) | جناح الشباب                       | 2006        |                          |
| جواهر كبك          | LBEQ (بطولة الصفوة لكرة القاعدة)                  | الملعب البلدي بكبك                | 1995        |                          |
| نوارس شارل سبورغ   | LBEQ (بطولة الصفوة لكرة القاعدة)                  | منتزه هنري كاسو                   | 1978        | 7                        |
| 'الأميرال س س بكبك | W-League (بطولة كرة القدم النسوية)                | منتدى سان فرونسوا                 | 2008        | -                        |

## وسائل التواصل

### الراديو بالإنترنت
- Radio Pirate - بالفرنسية، حوارية مع جيف فيليون

### الراديو
| الموجة   | الشعار   | العلامة التجارية | النوعية                       | المالك                                 | اللغة      |
| -------- | -------- | ---------------- | ----------------------------- | -------------------------------------- | ---------- |
| AM 800   | CHRC     | Québec 800       | الأخبار/حوارية                | RoGroup                                | الفرنسية   |
| FM 88.3  | CKIA-FM  |                  | محلية                         | Radio Basse-Ville                      | الفرنسية   |
| FM 89.1  | CKRL-FM  |                  | المجتمع                       | CKRL-MF 89,1                           | الفرنسية   |
| FM 90.9  | CION-FM  | Radio Galilée    | دينية                         | Fondation Radio Galilée                | الفرنسية   |
| FM 91.9  | CJEC-FM  | Rythme FM        | للبالغين                      | Cogeco                                 | الفرنسية   |
| FM 92.7  | CJSQ-FM  | Radio-Classique  | الموسيقى الأوروبية الكلاسيكية | Radio-Classique Montréal               | الفرنسية   |
| FM 93.3  | CJMF-FM  | Le 93,3          | روك                           | Cogeco                                 | الفرنسية   |
| FM 94.3  | CHYZ-FM  | 94.3 CHYZ        | جامعية                        | جامعة لافال                            | الفرنسية   |
| FM 95.3  | CBVX-FM  | Espace musique   | جاز وكلاسيك                   | هيئة الإذاعة الكندية                   | الفرنسية   |
| FM 96.1  | CBM-FM-2 | CBC Radio 2      | جاز                           | هيئة الإذاعة الكندية                   | الإنجليزية |
| FM 98.1  | CHOI-FM  | Radio X          | روك معاصر                     | RNC Media                              | الفرنسية   |
| FM 98.9  | CHIK-FM  | طاقة             | معاصرة                        | Astral Media                           | الفرنسية   |
| FM 100.9 | CHXX-FM  | Radio X2         | روك معاصر                     | RNC Media                              | الفرنسية   |
| FM 102.1 | CFEL-FM  |                  | للبالغين                      | Corus Entertainment                    | الفرنسية   |
| FM 102.9 | CFOM-FM  |                  | الموسيقى القديمة              | Corus Entertainment                    | الفرنسية   |
| FM 103.7 | CIMI-FM  |                  | حوارية                        | Radio Charlesbourg Haute-Saint-Charles | الفرنسية   |
| FM 104.7 | CBVE-FM  | CBC Radio On     | حوارية وأخبار                 | هيئة الإذاعة الكندية                   | الإنجليزية |
| FM 106.3 | CBV-FM   | Première Chaîne  | حوارية وأخبار                 | هيئة الإذاعة الكندية                   | الفرنسية   |
| FM 107.5 | CITF-FM  | RockDétente      |                               | Astral Media                           | الفرنسية   |

### التلفزة
| OTA قناة | DTV قناة | قناة كيبل | الشعار  | الموقع        | ملاحظة                                |
| -------- | -------- | --------- | ------- | ------------- | ------------------------------------- |
| 2        | 61       |           | CFAP-TV | TQS           |                                       |
| 4        | 49       |           | CFCM-TV | TVA           |                                       |
| 5        | 67       |           | CBVE    | شبكة سي بي سي | rebroadcasts CBMT مونتريال            |
| 9        |          |           | CHMG-TV |               | community channel branded as Télé-Mag |
| 11       | 12       |           | CBVT    | SRC           |                                       |
| 15       | 25       |           | CIVQ-TV | Télé-Québec   |                                       |
| 20       | 39       |           | CKMI-TV | Global        |                                       |

### الصحف
تصدر في مدينة كبك هذه الصحف الرئيسية:
- الشمس
- لو جورنال دو كيبيك
- كبك كرونكل-تلغراف، صحيفة أسبوعية تصدر باللغة الإنجليزية. وهي تدعي أنها أقدم صحيفة في أمريكا الشمالية منذ 1764.

## خصوصيات كبك
- أطول جسر بنظام (بالفرنسية: porte-à-faux) في العالم وهو جسر كبك.
- أقدم مستشفى في أمريكا الشمالية.
- أقدم نزل بأمريكا الشمالية نزل الكنز.
- أقدم محل بقالة بأمريكا الشمالية.
- المدينة المحصنة (التي لها أسوار) الوحيدة بأمريكا الشمالية (شمال المكسيك)
- أقدم جريدة في أمريكا الشمالية كبك كرونكل تلغراف.
- أقدم جامعة بكندا جامعة لافال
- أول أبريشة كاثوليكية بأمريكا الشمالية.[36]
- أقدم حي صناعي بأمريكا الشمالية.
- الفندق الأكثر تصويرا بالعالم وهو قصر فرونتناس.
- مهرجان كيبيك هو الأهم في الشتاء والثالث في جميع الفصول في العالم.

## بانوراما المدينة

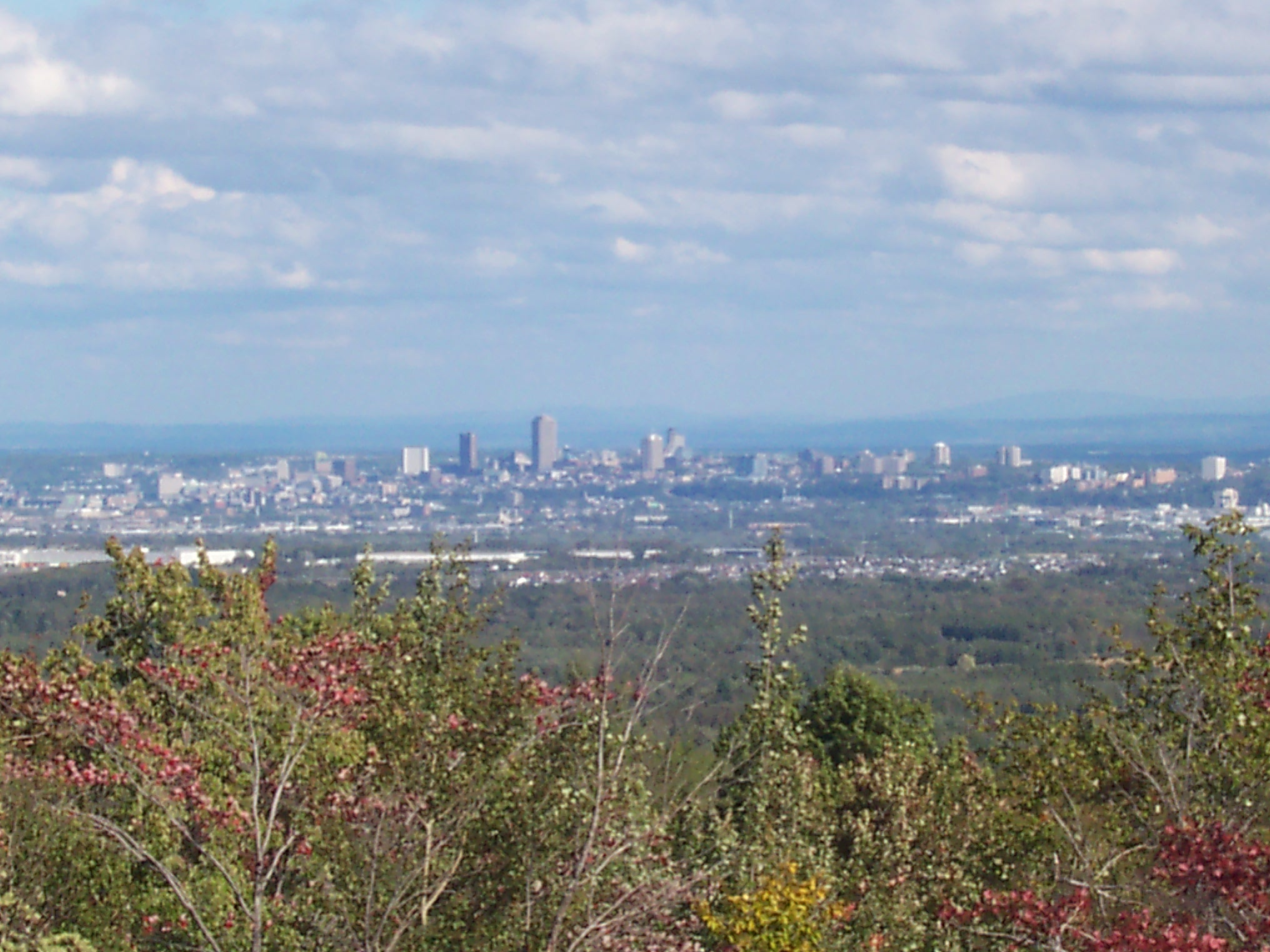
المدينة واسعة: مركز المدينة مصور من حي Val-Bélair الذي يقع في الشمال الغربي من المدينة.
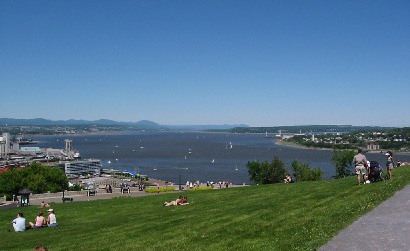
نهر سان لورون، ومن بعيد، جزيرة أورلينز، أخذت من المقر العام للحاكم بكبك
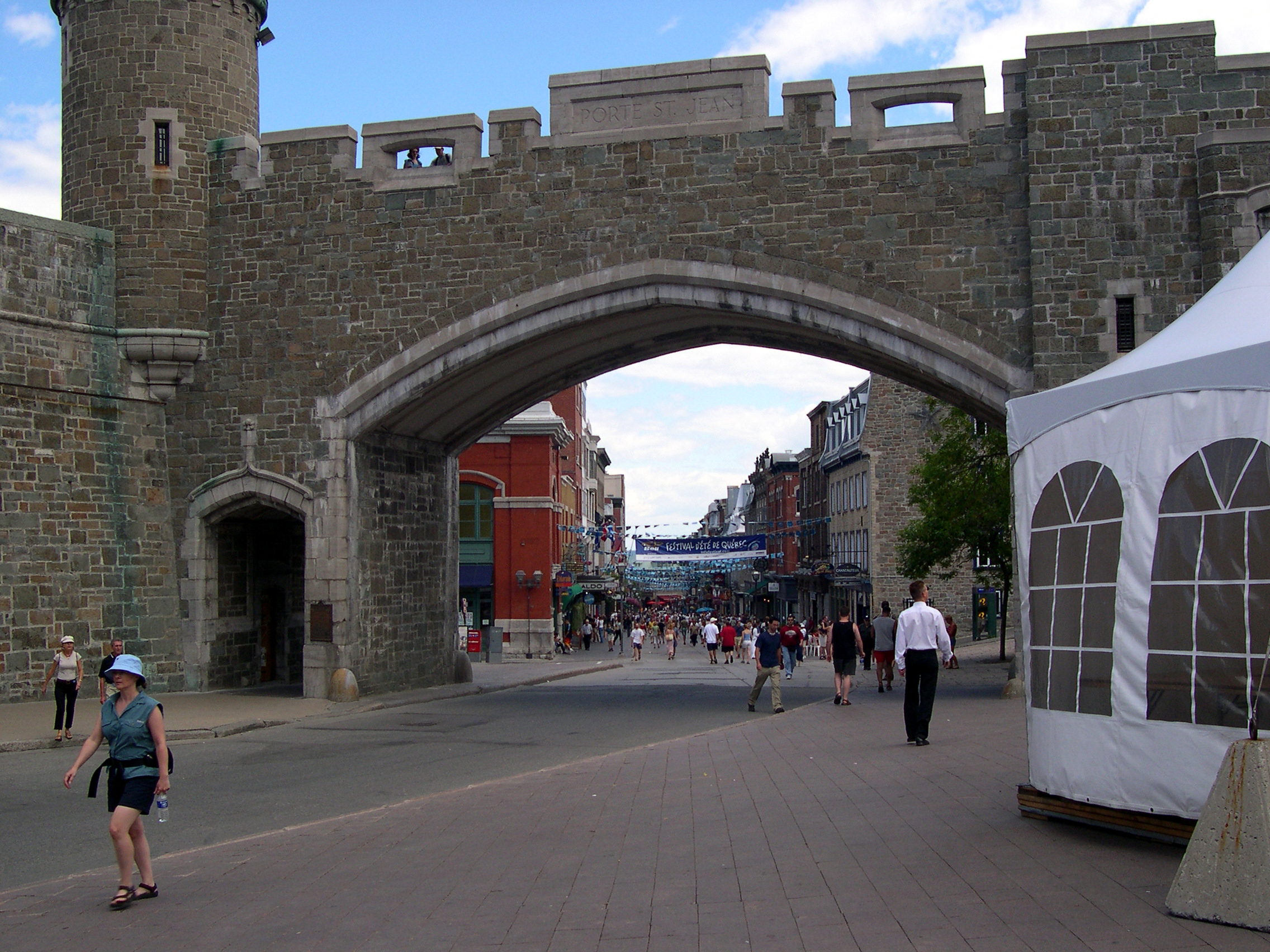
باب سانت جون، أحد الأبواب الثلاثة المؤدية للحي التاريخي عبر الأسوار
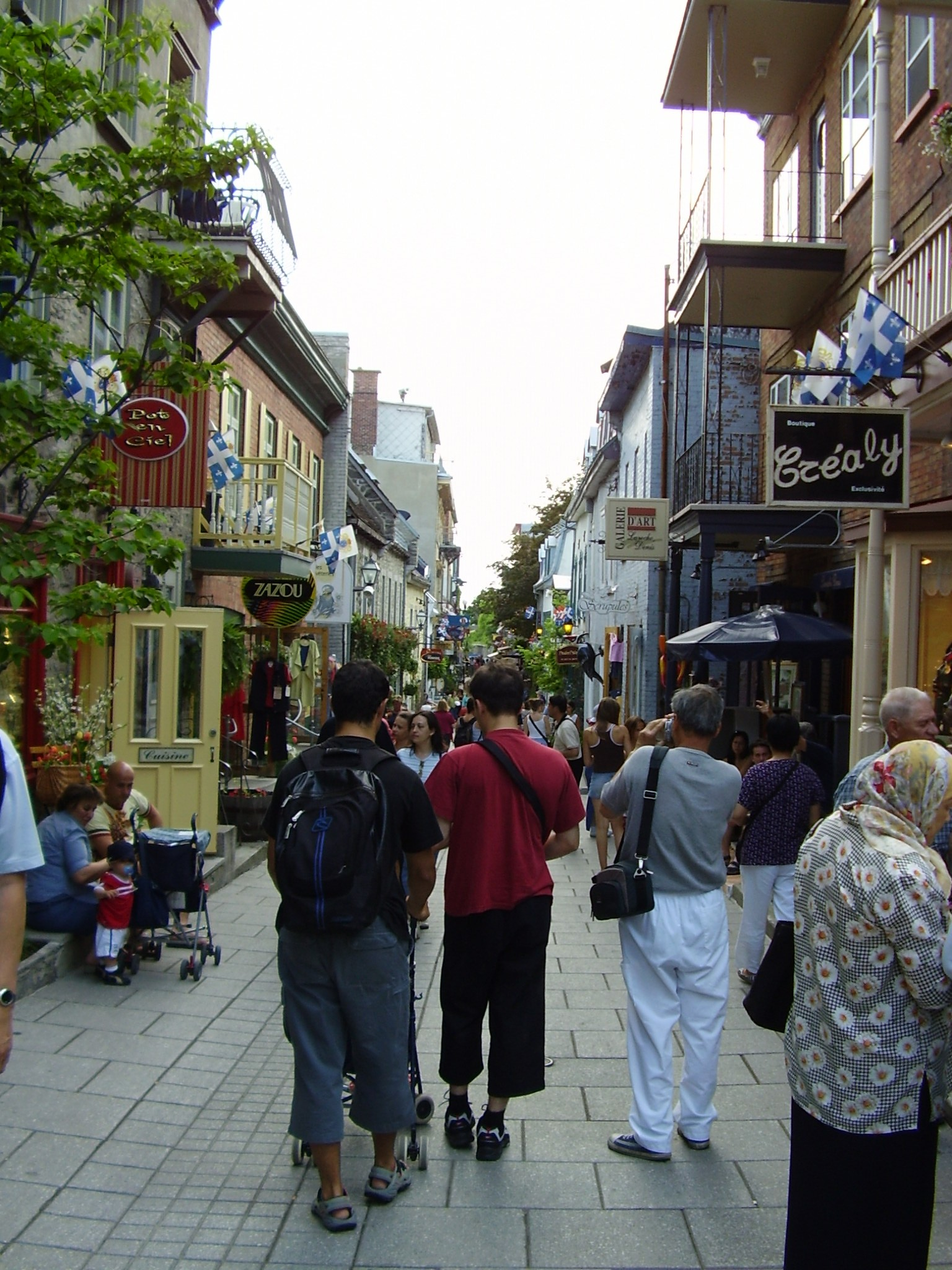
زنقة شمبلن الصغير، في كبك القديمة
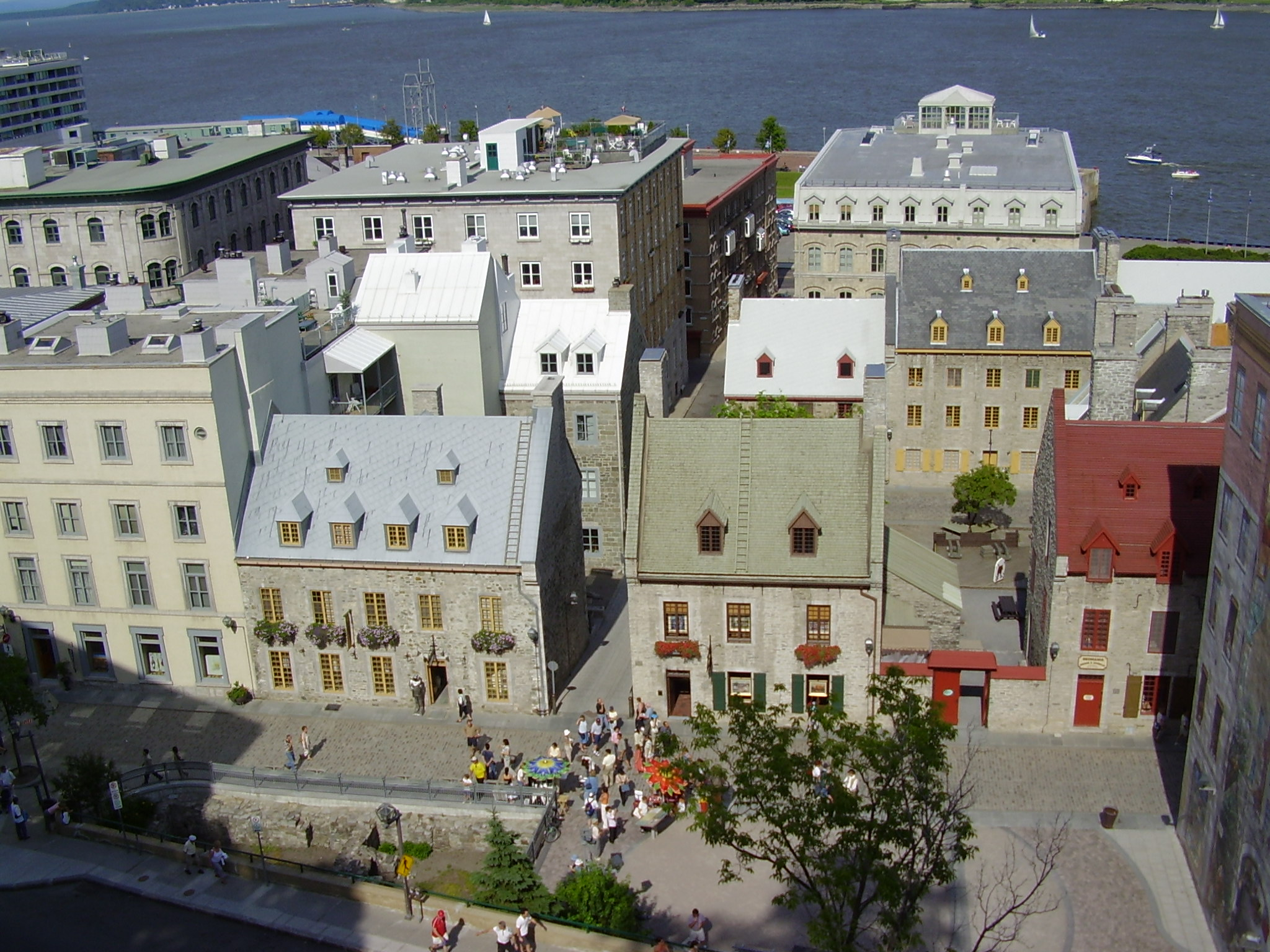
نظرة لحي شمبلن
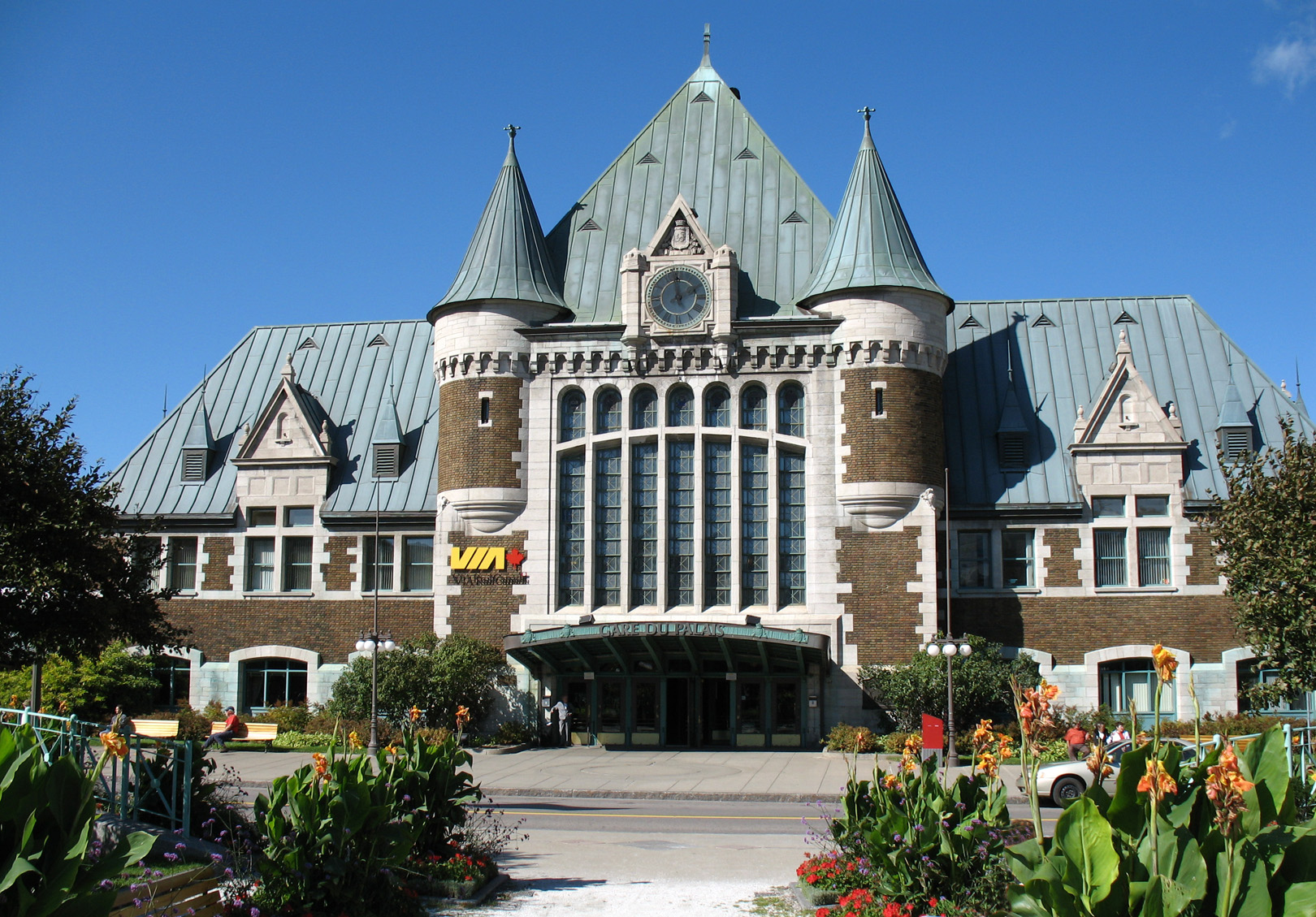
محطة القصر بكبك
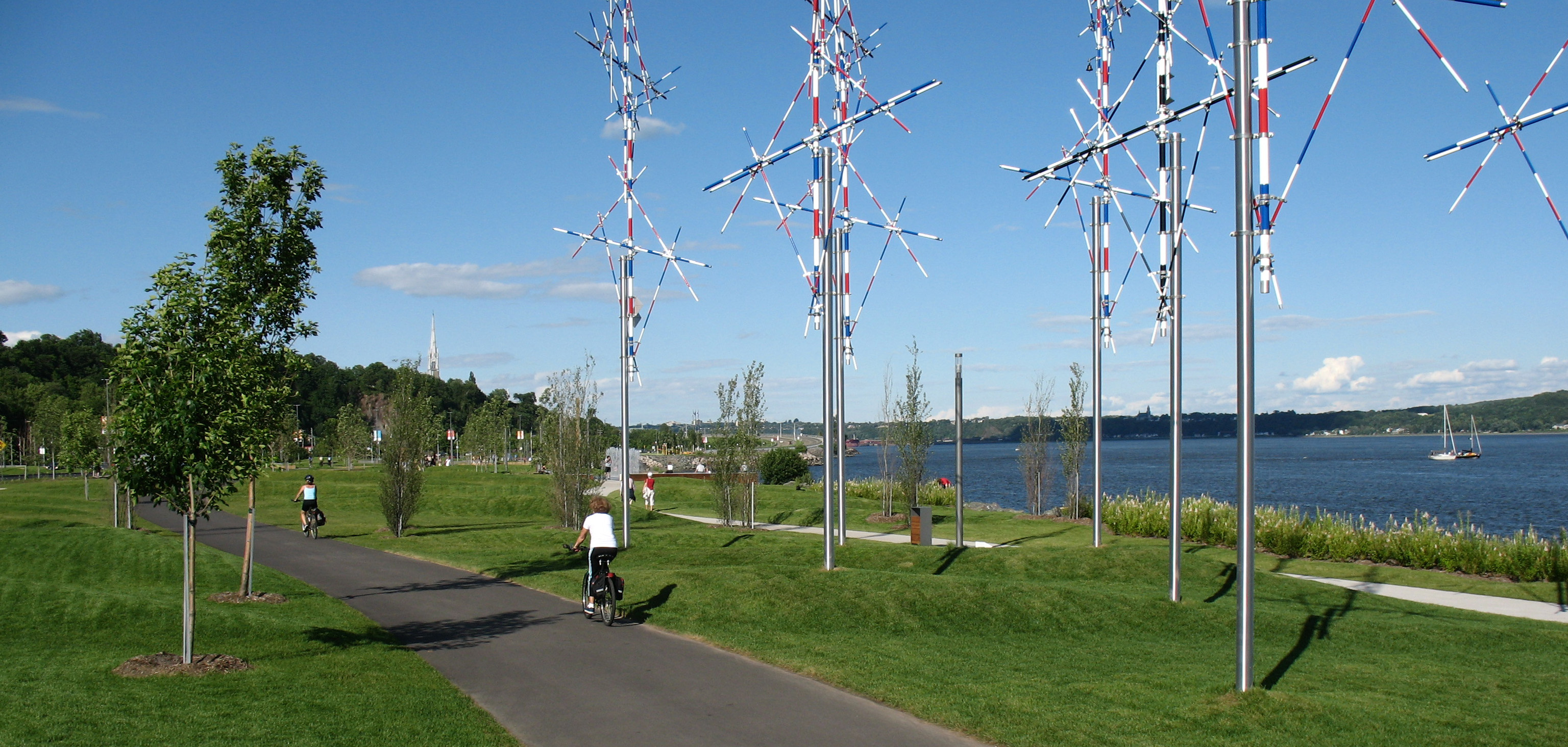
نزهة صمويل شمبلن
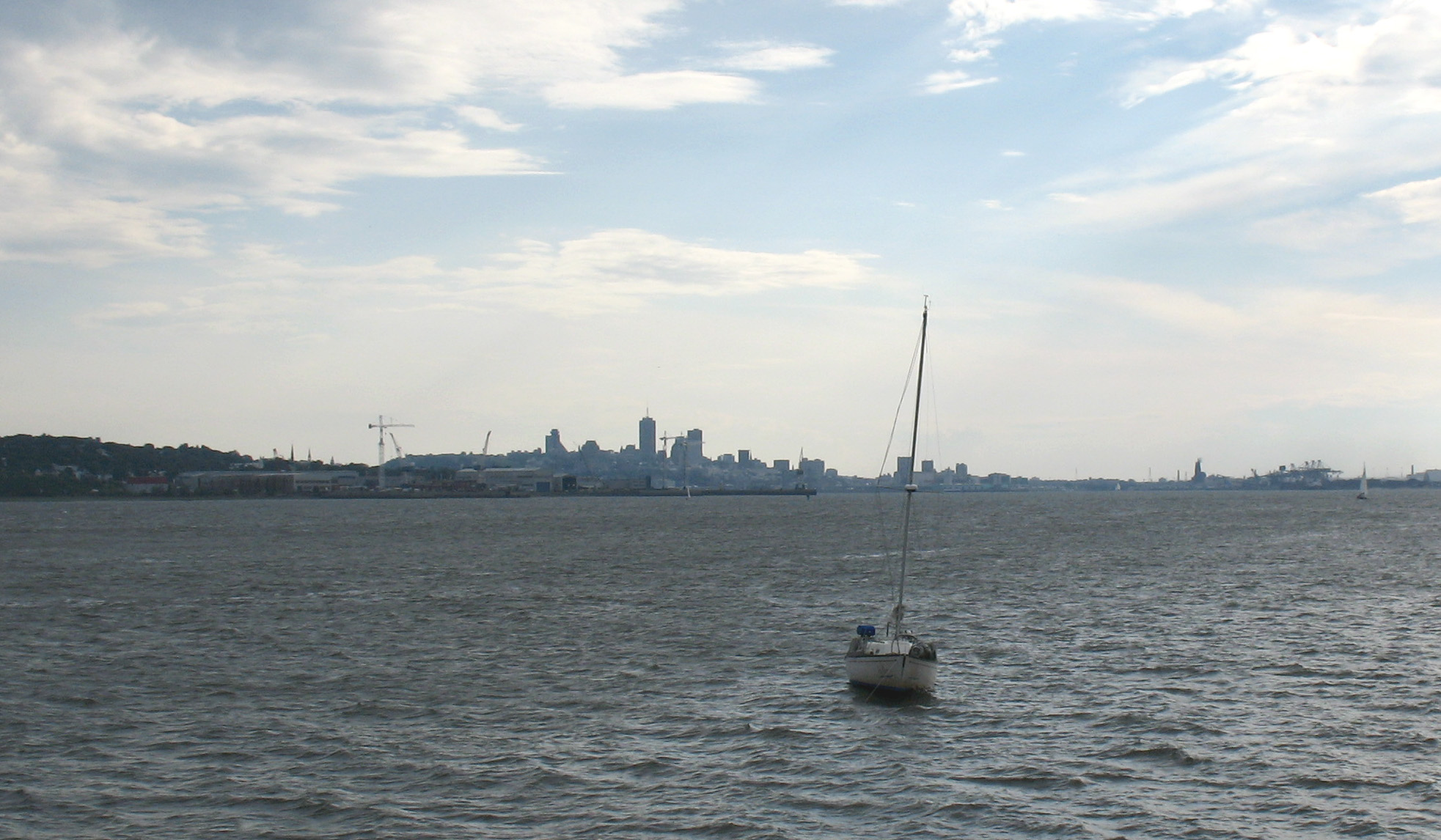
صورة لكبك من سانت بتروني بجزيرة أورلينز
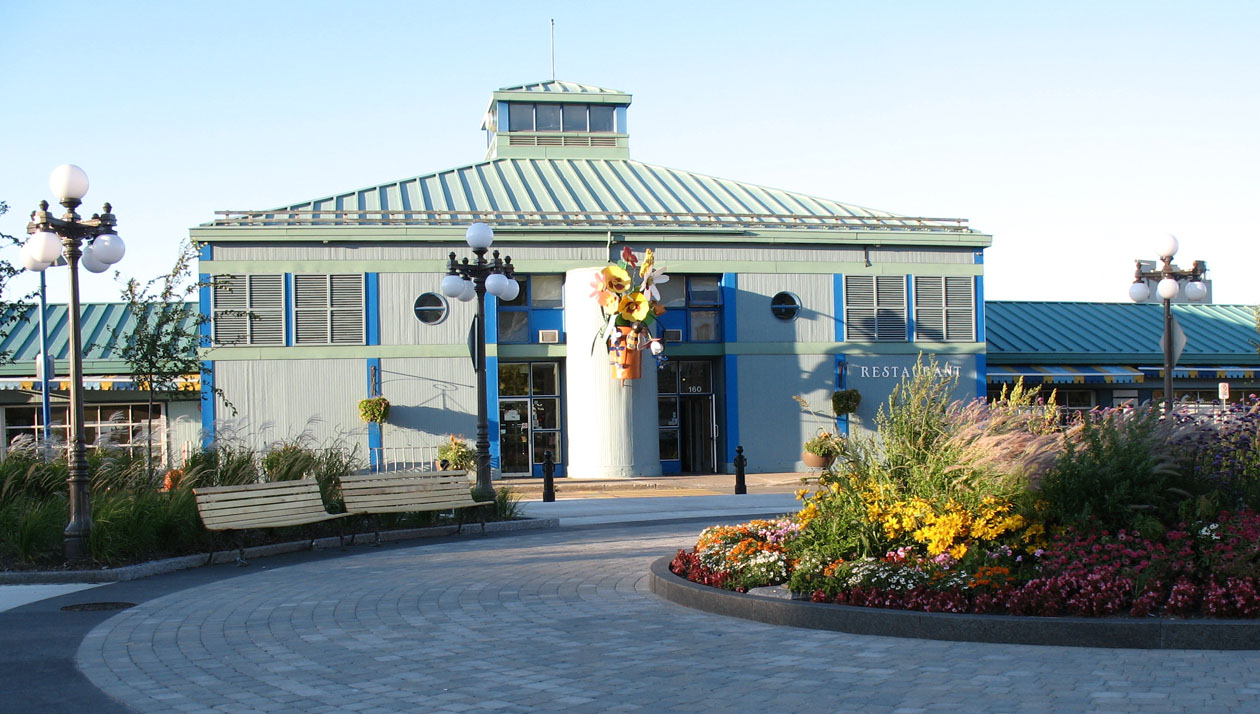
السوق في الميناء القديم
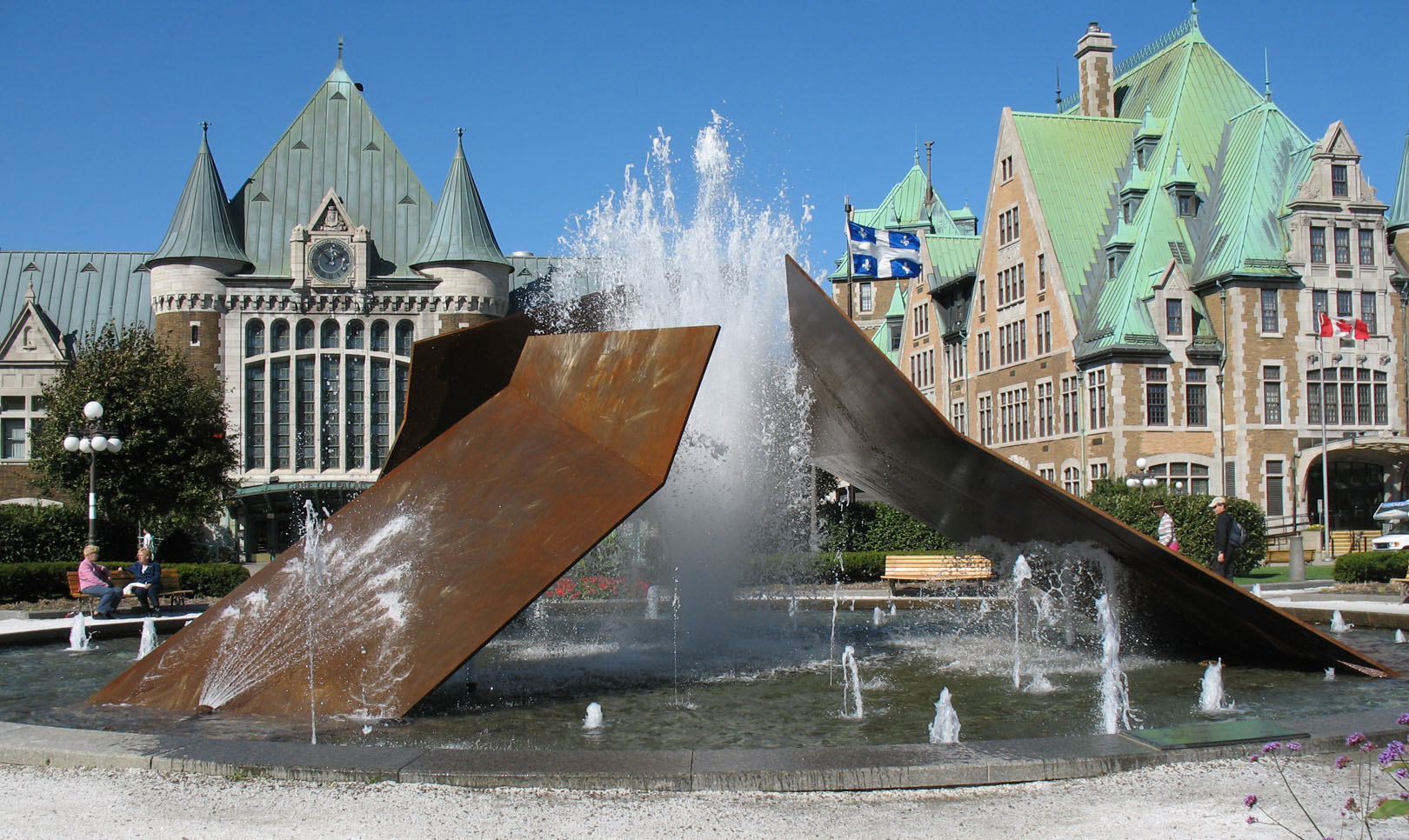
أمام محطة القصر إنها نافورة شارل دودلان
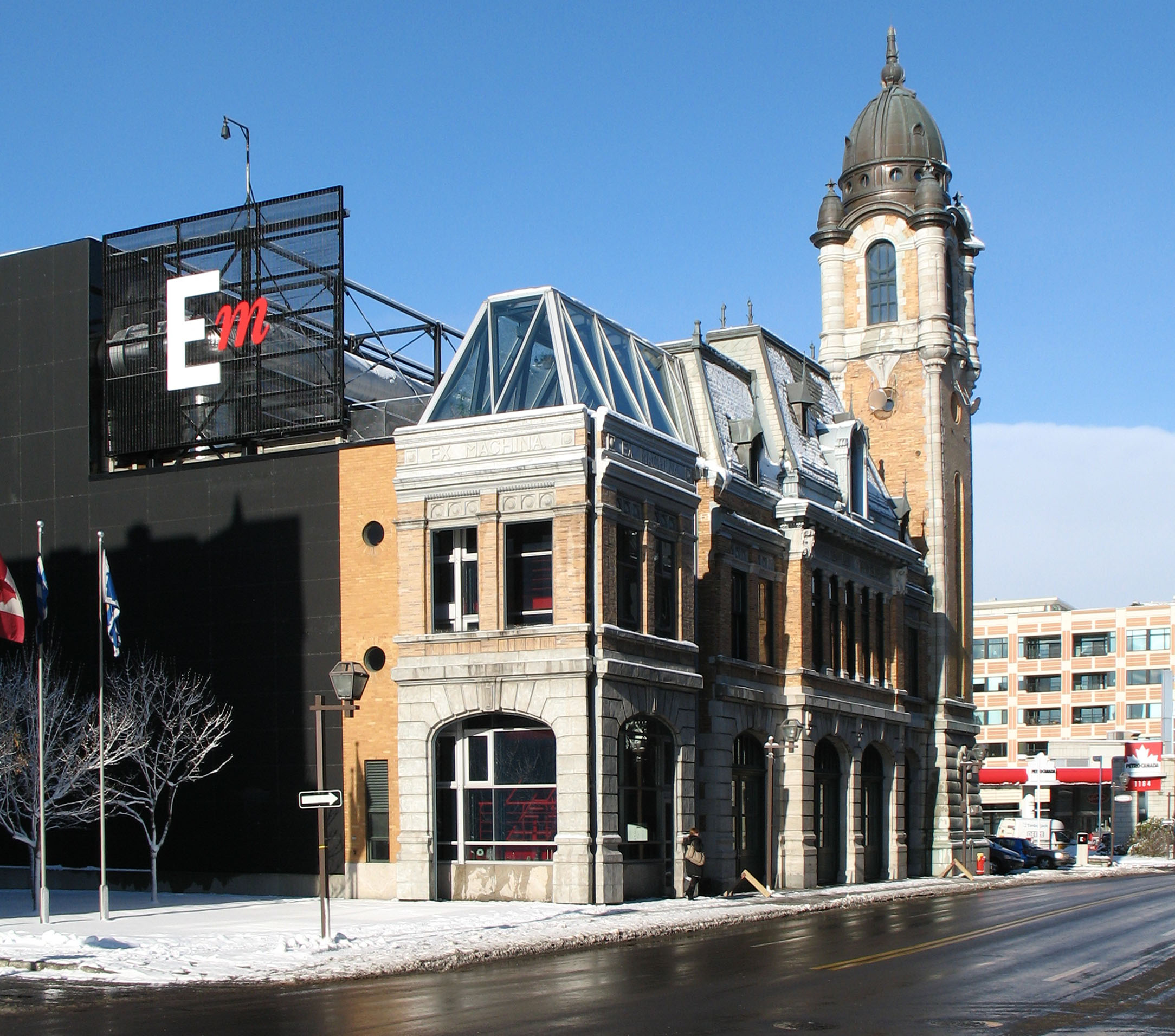
إكس ماشينا في الميناء
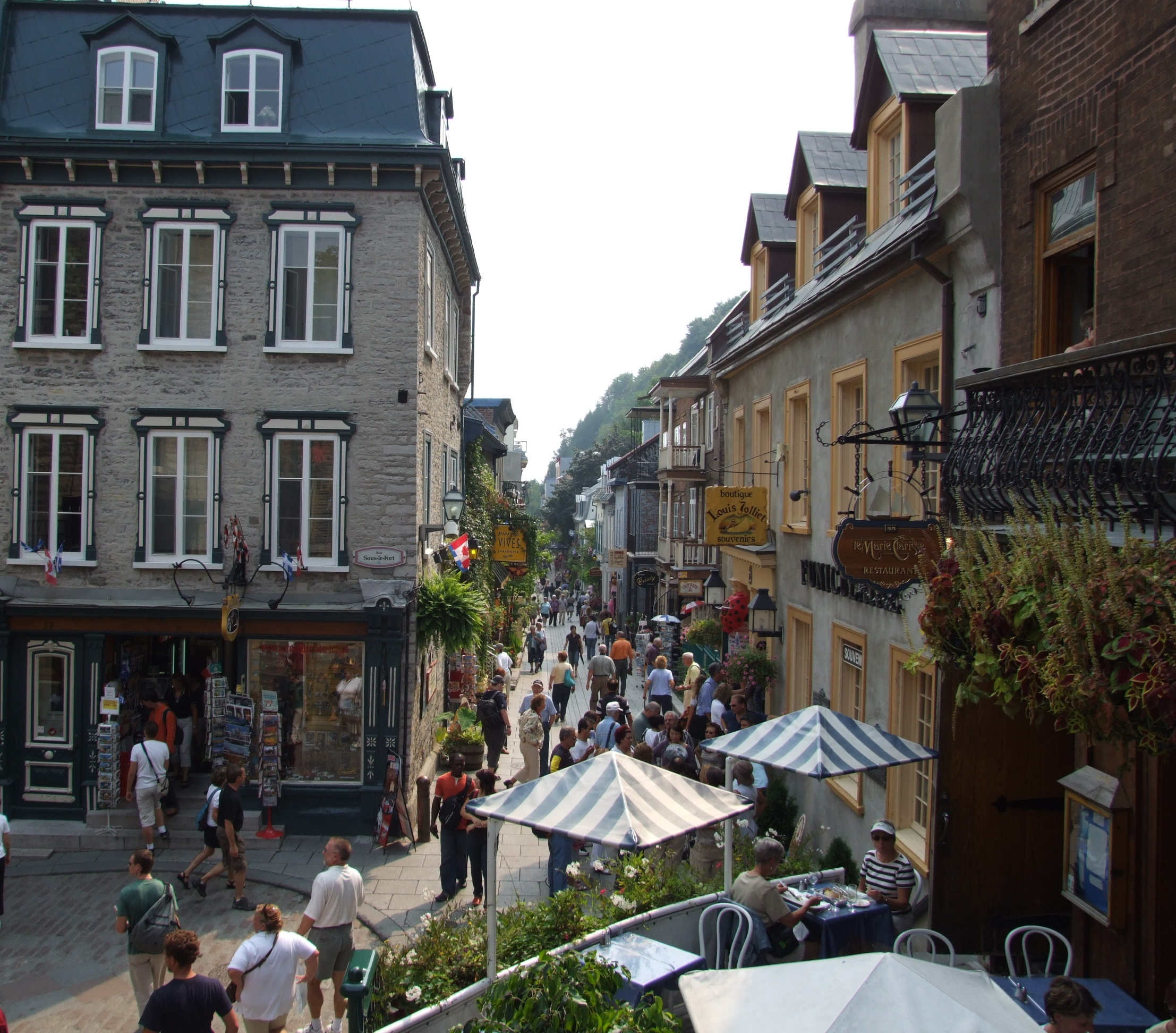
زقاق شمبلن الصغير
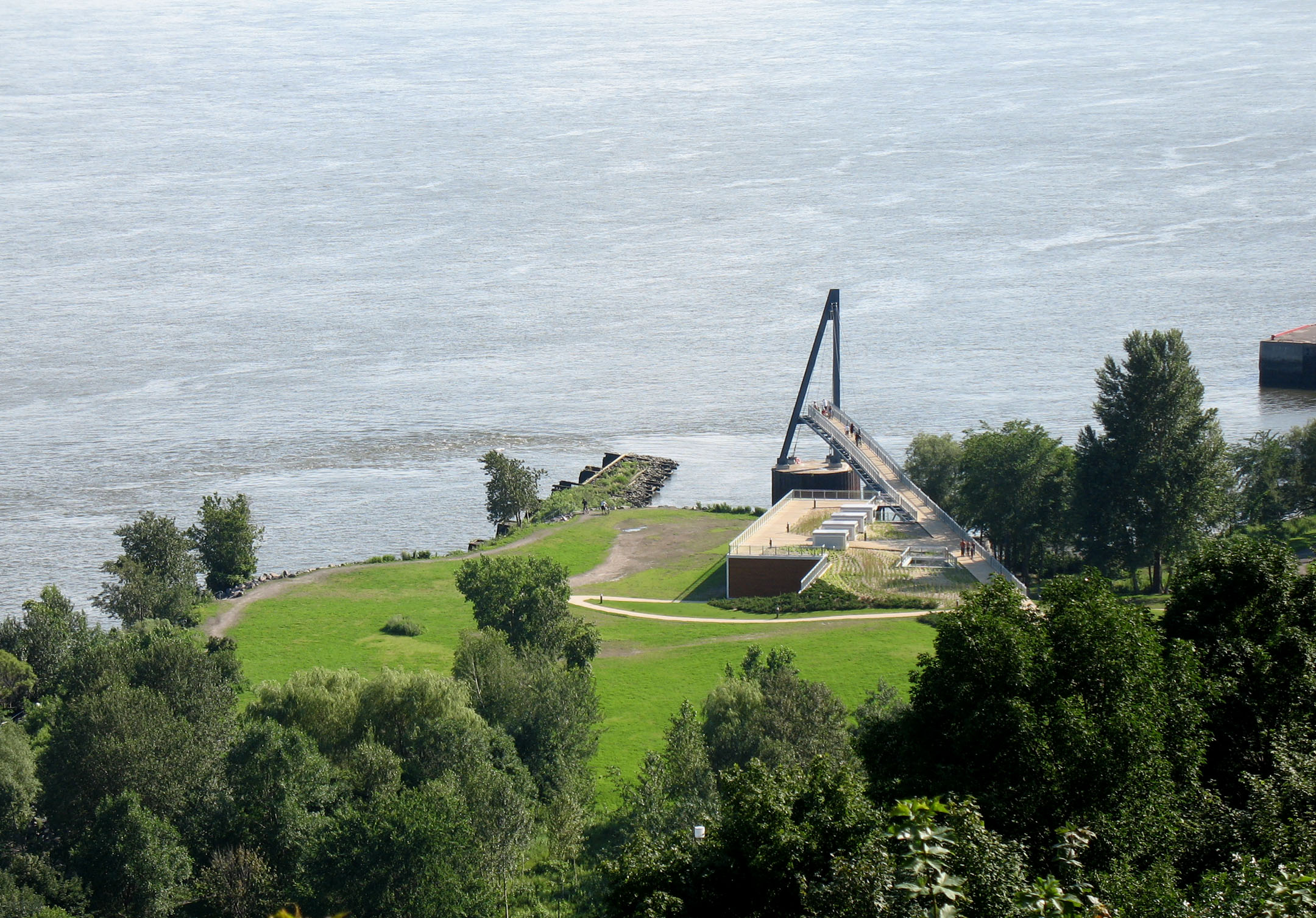
حوض براون
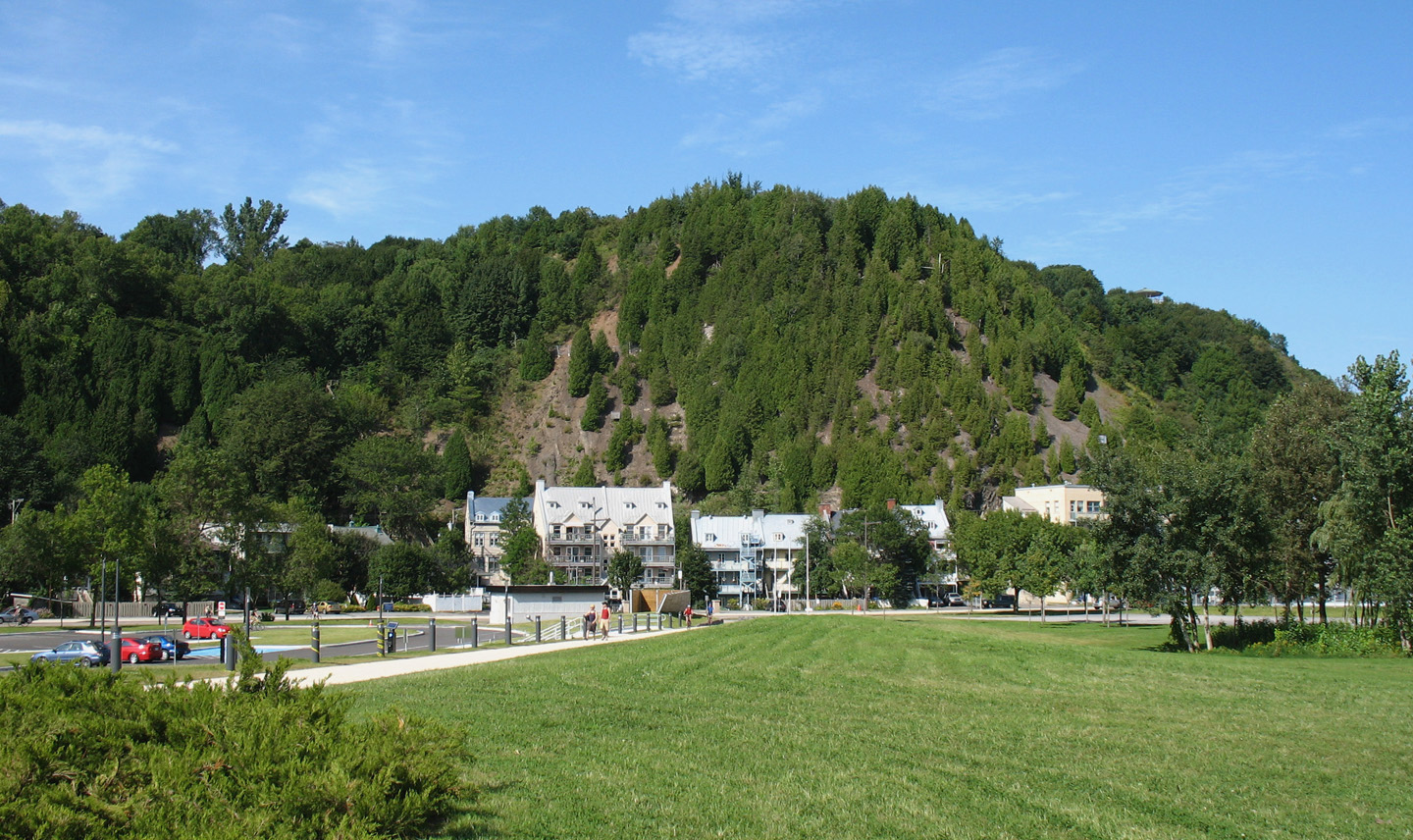
رأس الماس والرأس الأبيض

## روابط خارجية
- مدينة كبك على موقع الموسوعة البريطانية (الإنجليزية)